# Titan (měsíc)
Titan (Saturn VI) je největší ze 145 do května 2023 objevených měsíců planety Saturn. Je jediným měsícem sluneční soustavy, u něhož byla objevena silná atmosféra, a kromě Země je jediným objektem ve vesmíru, u něhož byla s jistotou ověřena přítomnost stálých kapalných struktur na jeho povrchu.
Titan je o 50 % větší a 80 % hmotnější než zemský Měsíc. Po Ganymedu je druhý největší měsíc v celé planetární soustavě. Je o něco větší než nejmenší planeta sluneční soustavy Merkur, dosahuje však jen 40 % jeho hmotnosti. Objevil jej nizozemský fyzik a astronom Christiaan Huygens v roce 1655. Byl to první objevený měsíc Saturnu a šestá objevená oběžnice planety vůbec, hned po Měsíci a čtyřech Galileových měsících obíhajících Jupiter. Titan je v pořadí od Saturnu šestý nejbližší měsíc, který je elipsoidního tvaru (vlivem své velké hmotnosti). Planetu obíhá ve vzdálenosti 20 poloměrů Saturnu (cca 1 200 000 km) a z jeho povrchu by mateřská planeta byla na noční obloze 11krát větší než Měsíc při pohledu ze Země, zabírala by úhel 5,09 stupně. Pojmenován byl po Titánech, dětech Úrana, boha nebes, a Gaie, bohyně Země.
Titan se převážně skládá z kamenného materiálu a vodního ledu. Před vesmírnými lety se o povrchu Titanu vědělo velmi málo, a to podobně jako u Venuše kvůli husté neprůhledné atmosféře. Podrobnější informace získala až sonda Cassini-Huygens, která k Saturnu dorazila na konci roku 2004 za účelem studie jeho atmosféry a satelitů a která mimo jiné objevila v oblasti Titanových pólů jezera kapalných uhlovodíků. Povrch měsíce je geologicky mladý a hladký, nalezeno bylo jen několik impaktních kráterů, pohoří a kryovulkánů.
Hlavní složkou atmosféry Titanu je dusík, minoritními složkami jsou methan a ethan, které v atmosféře vytváří oblačnost, a další organické sloučeniny, z nichž se v atmosféře vytváří dusíkem obohacený organický smog. Podnebí, jež zahrnuje i větrnost a kapalné srážky, vytváří na povrchu měsíce útvary podobné pozemským – duny, řeky, jezera, moře (z kapalného methanu) a delty, a vykazuje sezónní změny podobně jako na Zemi. Methan se na Titanu nachází pod povrchem i na povrchu v kapalné fázi, odtud se vypařuje do dusíkové atmosféry a ve formě srážek dopadá zpět na povrch – tento methanový cyklus se velmi podobá koloběhu vody na Zemi, probíhá však za výrazně nižších teplot okolo 94 K (−179,2 °C).
Vzhledem k přítomnosti atmosféry a organického materiálu jsou vytvářeny různé teorie zabývající se možností existence života na Titanu. Podmínky na povrchu jsou obdobné těm, jaké panovaly na pravěké Zemi při vzniku života. Existují zde však značné překážky. Na povrch dopadá jen velmi málo slunečního světla, panují zde trvale teploty hluboko pod bodem mrazu. Voda se na povrchu vyskytuje jen v pevném skupenství. Organismy na Titanu by však mohly využívat místo vody kapalné uhlovodíky, např. methan nebo ethan. Přesvědčivé důkazy o (ne)existenci života zatím chybí.
Titan byl zkoumán v rámci několika vesmírných misí. První snímky pořídila při průletu sonda Pioneer 11 roku 1979. První výzkumnou sondou se stal Voyager 1, jehož trajektorie byla, z rozhodnutí vědců, v roce 1980 cíleně změněna, aby mohl kolem Titanu provést těsný průlet a provést první měření. O rok později několik snímků pořídil i jeho následovník Voyager 2 na své cestě k Uranu a Neptunu. Nejrozsáhlejší výzkum provedla již zmíněná sonda Cassini-Huygens, která v oblasti Saturnu operovala mezi lety 2004 a 2017. Celkem 127krát proletěla kolem Titanu a roku 2005 vypustila do atmosféry přistávací modul Huygens, který úspěšně přistál na povrchu měsíce a pořídil několik fotografií z povrchu.

## Historie objevu

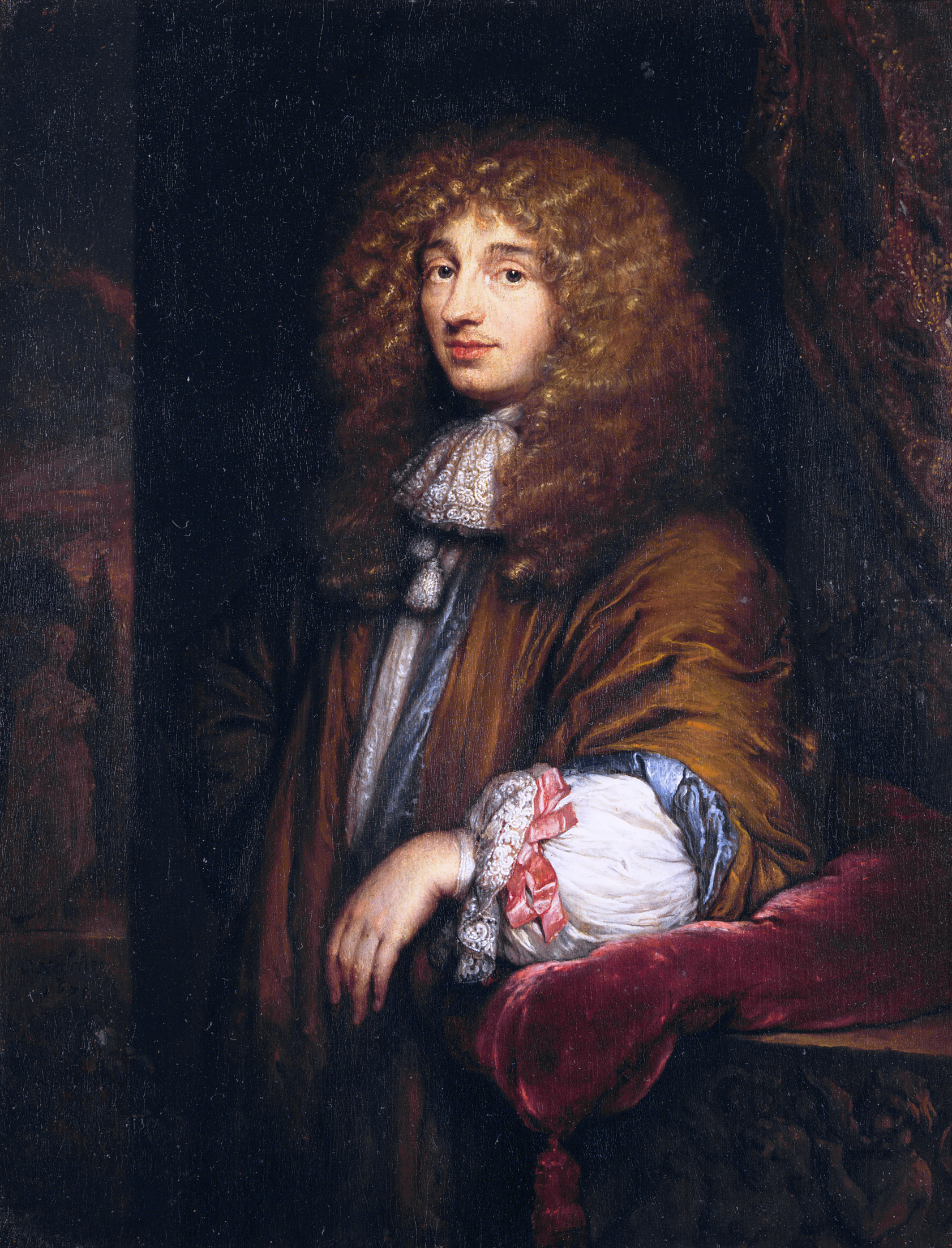
Objevitel Titanu Christiaan Huygens

Měsíc Titan byl objeven 25. března 1655 nizozemským astronomem a fyzikem Christiaanem Huygensem. Ten se inspiroval Galileovými objevy čtyř největších Jupiterových měsíců a inovacemi v oblasti technologie teleskopů. Společně s bratrem Constantinem Huygensem začali okolo roku 1650 stavět vlastní teleskopy a s jedním z nich následně Christiaan poprvé pozoroval planetu Saturn a objevil měsíc Titan, teprve šestou oběžnici planety ve sluneční soustavě vůbec.
Huygens objevené těleso nazval Luna Saturni (nebo Saturni Luna, což znamená latinsky Saturnův měsíc) a svůj objev publikoval ještě roku 1655 ve spisu De Saturni Luna Observatio Nova. Poté, co Giovanni Domenico Cassini publikoval své objevy čtyř dalších Saturnových měsíců mezi lety 1673 a 1686, začaly být astronomy tyto Cassiniho měsíce a Titan označovány číselně Saturn I až V (Titan nesl tehdy označení IV). Jiným přídomkem pro Titan bylo označení „obyčejný satelit Saturnu“. Po objevech dalších měsíců roku 1789 bylo Titanu oficiálně přiděleno stálé označení Saturn VI, aby se vyřešily nejasnosti ve značení, kdy byl měsíc označován čísly II, IV i VI najednou. Přesto byly po této domluvě nalezeny další bližší měsíce.
Jméno Titan měsíci udělil John Herschel, anglický astronom a syn Williama Herschela, objevitele měsíců Mimas a Enceladus, ve své publikaci Results of Astronomical Observations Made during the Years 1834, 5, 6, 7, 8, at the Cape of Good Hope  z roku 1847. V této práci navrhl názvy pro všech sedm tehdy známých měsíců Saturnu, které pojmenoval po mytických Titánech, bratrech a sestrách Krona, což je řecký ekvivalent boha Saturna. Titánové byli potomky bohyně země Gaii a boha nebes Úrana a vládli na Zemi během zlatého věku.

## Oběžná dráha a rotace

Oběžná dráha Titanu (vyznačena červeně) společně s drahami dalších oběžnic. Vnější měsíce jsou po řadě (zvnějšku dovnitř) Iapetus a Hyperion, vnitřní jsou Rhea, Dione, Tethys, Enceladus a Mimas

Titan oběhne planetu Saturn jednou za 15 pozemských dní a 22 hodin. Velká poloosa jeho oběžné dráhy má 1 221 870 km, což Titan staví na 22. místo mezi všemi dosud objevenými měsíci (počítáno směrem od Saturnu) a na 6. místo mezi velkými měsíci, které vlivem své hmotnosti dosáhly elipsoidního tvaru. Podobně jako Měsíc a ostatní satelity velkých planet obíhá ve vázané rotaci, což znamená, že jeho rotační perioda je shodná s dobou oběhu, a tak je k Saturnu přikloněn stále stejnou stranou. Z toho důvodu je na jedné polokouli Titanu Saturn viditelný neustále, a dokonce se zde nachází místo, odkud ho lze stále pozorovat přímo v zenitu, zatímco na opačné ho nelze spatřit vůbec. Zeměpisné délky jsou počítány západně od poledníku, který prochází tímto místem. Excentricita oběžné dráhy je 0,0288 a rovina oběhu je nakloněna k rovině Saturnova rovníku o 0,348 stupně. Při pohledu ze Země se Titan na obloze zobrazuje jako kotouček o průměru 0,8 úhlových vteřin, který je od Saturnu vzdálen až 3' 14,29''.
Malý nepravidelný měsíc Hyperion se nachází s Titanem v dráhové rezonanci 3:4. „Pomalý a hladký“ vznik a vývoj této rezonanční struktury, kdy by Hyperion migroval z chaotické oběžné dráhy, je považován podle modelů za nepravděpodobný. Hyperion se spíše zformoval na stabilní oběžné dráze, zatímco velký Titan přitahoval nebo naopak vystřeloval tělesa, která se k němu přiblížila.

## Vnitřní stavba

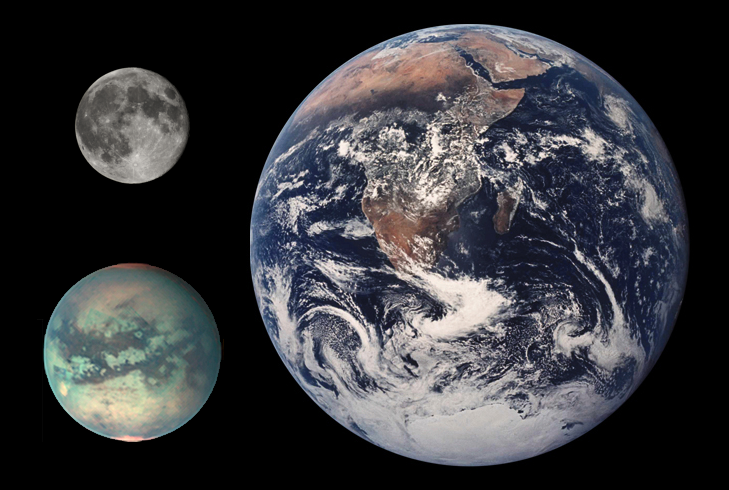
Porovnání velikosti Titanu (vlevo dole), Země a zemského Měsíce

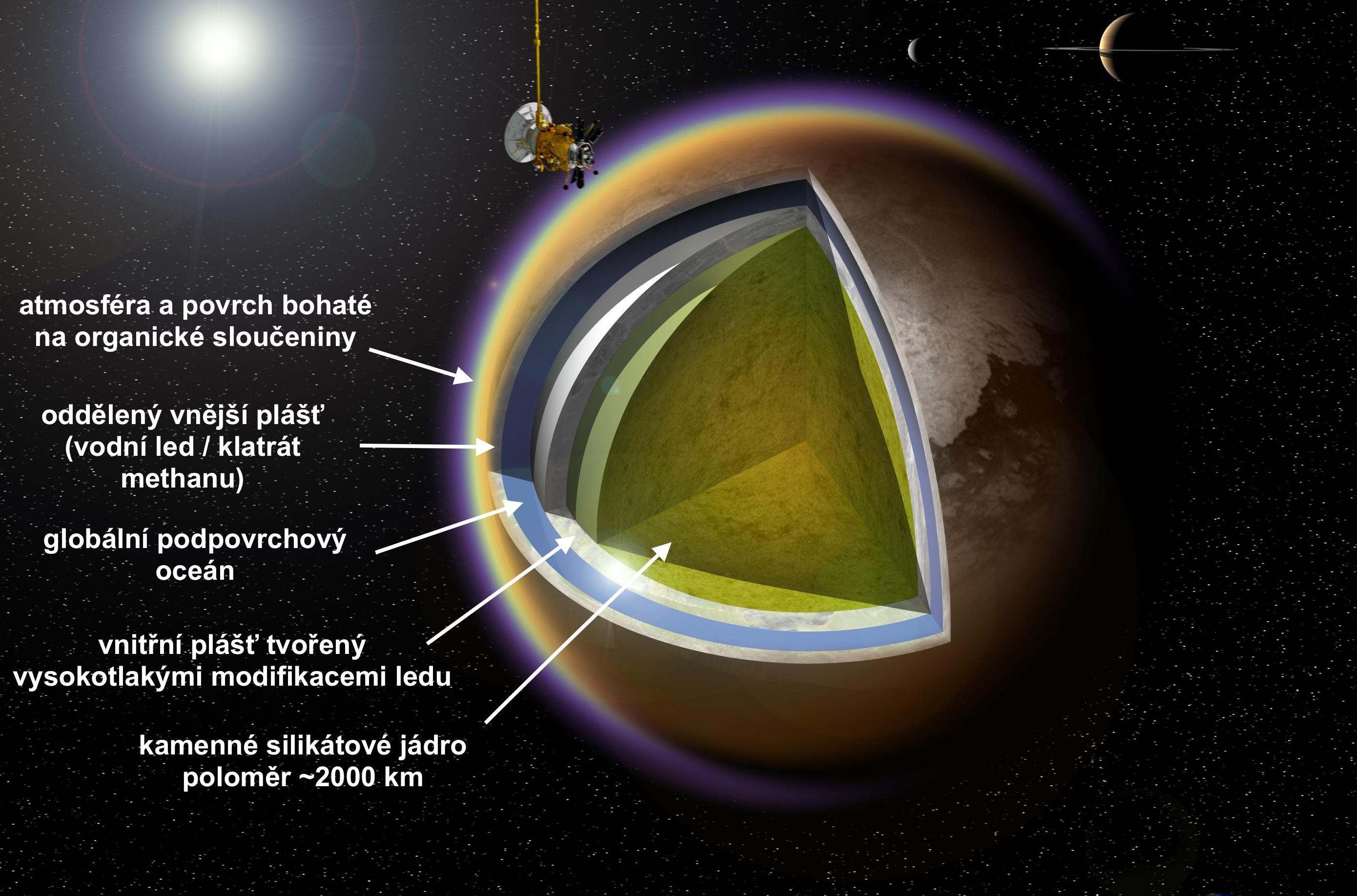
Vnitřní stavba Titanu

Titan je největší měsíc planety Saturn a druhý největší v celé sluneční soustavě. Měří v průměru 5 151 km, což je 1,06krát rozměr planety Merkur, 1,48krát rozměr Měsíce a 0,40krát rozměr Země. Oproti ostatním satelitům Saturnovy rodiny je bezkonkurenčně nejmohutnější, druhá nejtěžší Rhea je skoro 60krát lehčí. Do roku 1980 byl Titan považován za největší měsíc sluneční soustavy – dokonce byl mylně považován za větší než Ganymed, jehož průměr je 5 626 km. Tato chyba byla způsobena velmi vysokou a hustou atmosférou, kvůli níž se při pozorování ze Země jevil Titan větší. Na pravou míru to uvedla sonda Voyager 1, když v uvedeném roce kolem Titanu prolétla.
Rozměry a hmotnost Titanu jsou srovnatelné s Jupiterovými měsíci Ganymed a Callisto. Přestože je o něco větší než Merkur, nižší hustota 1,88 g/cm3 způsobuje, že dosahuje pouze 40 % hmotnosti Merkuru. Relativně nízká hustota způsobuje, že i přes velké rozměry je gravitační zrychlení u povrchu spíše malé. Ačkoliv je Titan přibližně dvojnásobně hmotný oproti Měsíci, gravitační zrychlení je zde o něco menší. Ze získané hodnoty hustoty se usuzuje, že se Titan skládá napůl z vodního ledu a napůl z kamenného materiálu. Přestože toto složení celkem odpovídá měsícům Dione a Enceladus, kvůli gravitační kompresi je hustota Titanu o něco vyšší. Poměr hmotnosti Titanu ku hmotnosti Saturnu je největší mezi plynnými obry s hodnotou 1:4226. Podobně relativní rozměr Titanu vůči rozměrům Saturnu je při hodnotě 1:22 609 druhý nejvyšší mezi plynnými obry.
Ve středu Titanu se nachází kamenné jádro o průměru ~3 740 km, jsou uváděny hodnoty v rozmezí 3 340 až 4 000 km.. Není jasné, zda v jádře proběhla diferenciace a bylo vytvořeno kovové jadérko obklopené silikátovým pláštěm. Jádro obepíná až 700 km tlustá vrstva ledového pláště, který je tvořen vrstvami různých forem ledu. Teplota uvnitř tělesa může být natolik vysoká, aby umožnila vznik podpovrchového oceánu vody a amoniaku, který je uvězněn mezi kůrou, tvořenou běžným šesterečným ledem (led Ih), a vnitřními vrstvami exotických vysokotlakých forem ledu. Právě přítomnost amoniaku umožňuje, aby voda, která s ním tvoří eutektickou směs, zůstala kapalná i za velmi nízkých teplot 176 K (-97 °C). Důkazy o vrstevnaté stavbě tělesa přinesla sonda Cassini, která pozorovala v atmosféře Titanu extrémně nízkofrekvenční rádiové vlny. Předpokládá se, že povrch měsíce odráží tyto vlny jen velmi slabě a odezvy jsou vytvářeny odrazem od hranice podpovrchového oceánu a ledové krusty. Mezi říjnem 2005 a květnem 2007 sonda Cassini pozorovala pomalé systematické posunování některých povrchových útvarů, a to až o 30 km, z čehož vyplývá, že je povrchová kůra nějak oddělena od jádra, což rovněž podporuje teorii o existenci podpovrchové kapalné vrstvy. Další důkazy o oddělení ledové krusty od pevného jádra kapalným oceánem poskytla měření změn gravitačního pole v průběhu oběhu Titanu kolem Saturnu. Srovnání výsledků měření gravitačního pole a radarového zkoumání povrchu naznačilo, že ledová vrstva na povrchu je velmi pevná.

## Vznik měsíce
Předpokládá se, že měsíce Jupitera i Saturnu byly vytvořeny souběžnou akrecí z akrečního disku, který se nacházel okolo mladých plynných obrů a sestával ze zbytkového materiálu, tedy podobným procesem, jakým vznikla samotná sluneční soustava. Zatímco kolem Jupitera obíhají čtyři velké satelity s velmi pravidelnými oběžnými drahami podobnými planetárním, Titan mezi Saturnovými měsíci dominuje a obíhá po velmi excentrické dráze. Tuto skutečnost není možné vysvětlit pouze teorií současného vzniku těles na stávajících drahách.
Uznávaný model je, že v době vzniku měl Saturn kolem sebe skupinu velkých satelitů podobných Jupiterovým, ale jejich oběžné dráhy byly narušeny. Podle jedné teorie mohl okolo Saturnu obíhat společně s Titanem ještě jeden měsíc podobné velikosti, který vlivem těchto změn narazil do Saturnu, působením gravitace Saturnu se před dopadem roztříštil, zbytky kamenného jádra shořely v atmosféře a ledový plášť vytvořil Saturnovy prstence a středně velké měsíce. Vzdálenější Titan se pak dostal na stávající excentrickou dráhu. Druhá teorie předpokládá, že narušení drah způsobilo srážku dvou velkých měsíců, z nichž vznikl Titan. Z materiálu vyvrženého během impaktu mohly vzniknout některé středně velké měsíce (například Iapetus a Rhea). Tento model dramatického vzniku by rovněž vysvětloval excentricitu Titanovy dráhy.
Analýza atmosférického dusíku, která proběhla v roce 2014, naznačuje, že tento dusík nepochází z materiálu akrečního disku, ale je podobný materiálu, jenž se nachází v kometách přilétajících z Oortova oblaku.
Roku 2020 ale měření ukázala, že se Titan od Saturnu vzdaluje mnohem rychleji (0,11 metru za rok). Vzdalování je tedy podobně rychlé jako u Měsíce, pro jehož vznik převládá teorie velkého impaktu.

## Atmosféra

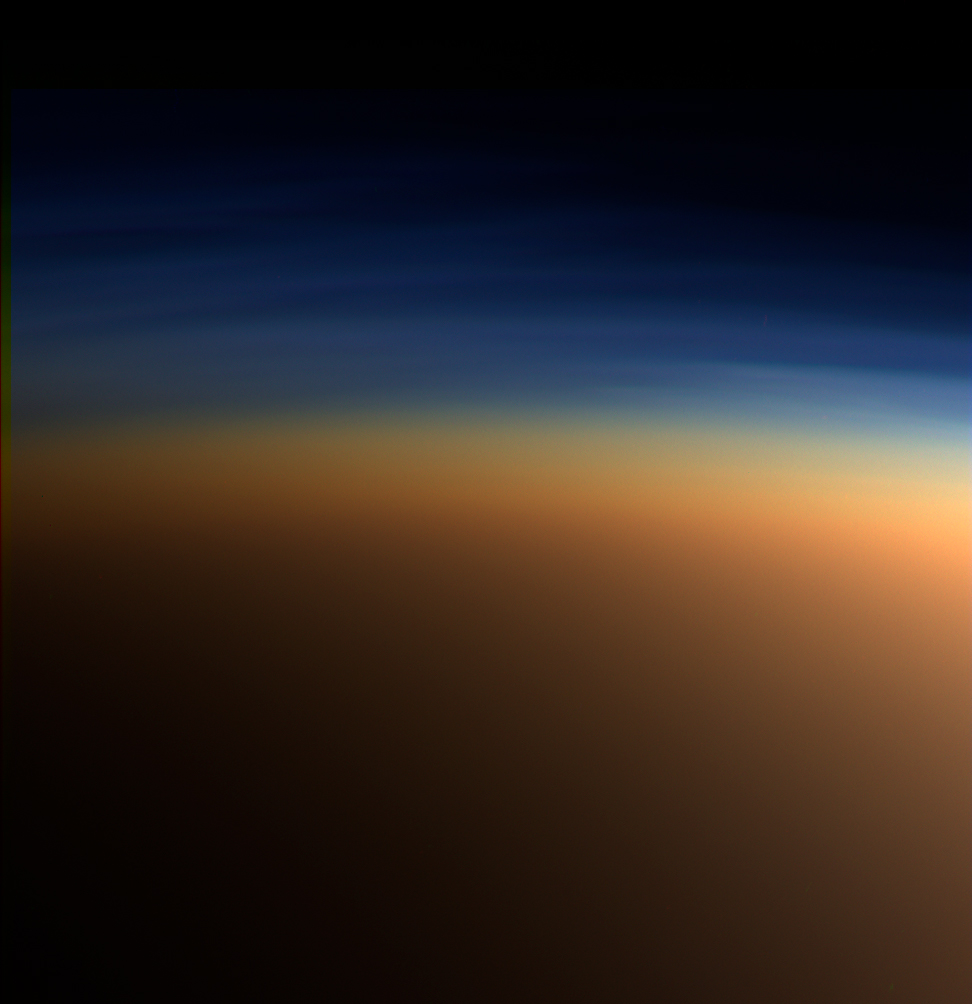
Atmosféra Titanu v pravých barvách

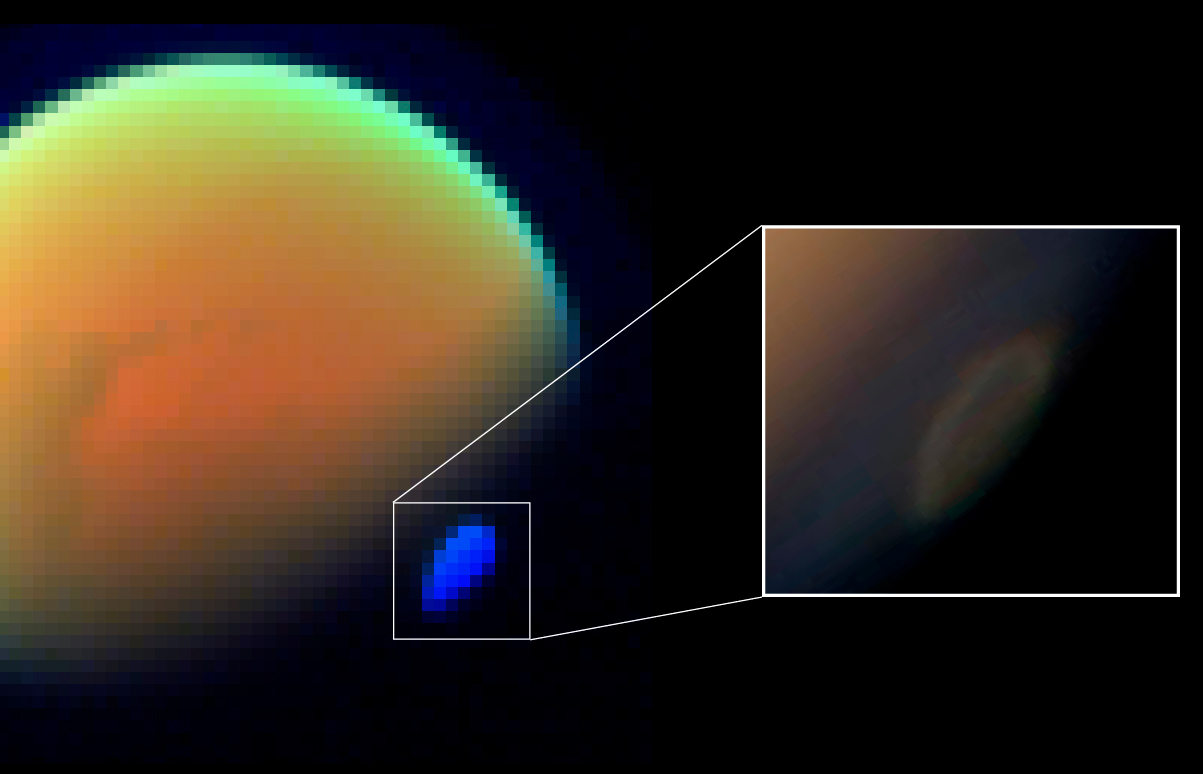
Kyanovodíkový oblačný vír na jižním pólu Titanu

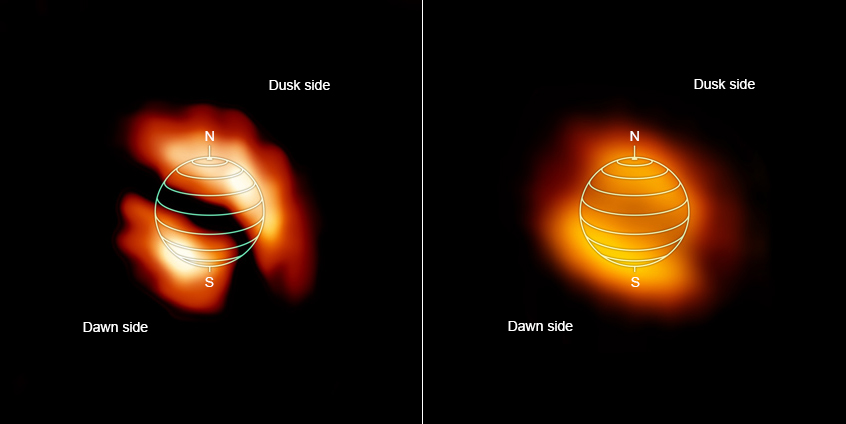
Stopová množství isokyanovodíku (vlevo) a kyanoacetylenu (vpravo)

Atmosféra Titanu dosahuje do výšky přes 600 kilometrů, dolní hranice exosféry bývá udávána v 1 500 km. Titan je jediný měsíc ve sluneční soustavě, jenž má takto hustou atmosféru. Díky nižší gravitaci Titanu dosahuje atmosféra do mnohem větší výšky nad povrch než je tomu u Země. Jeho atmosféra je mimo pozemské také jediná v soustavě, jejíž hlavní složkou je plynný molekulární dusík. Nejdůležitější minoritní složkou je methan. U povrchu je dusík zastoupen 95 %, methan představuje 4,9 %. Zbylá část připadá na ostatní plyny, z nichž je v troposféře nejvíce zastoupen vodík (0,1 – 0,2 %). Se vzrůstající výškou klesá procentuální zastoupení methanu i vodíku, ve stratosféře vodík úplně chybí a methan zaujímá pouze 1,4 %. V atmosféře se nacházejí také stopová množství dalších uhlovodíků, například butadiinu, propynu, ethynu, ethanu, propanu, a dalších plynů – kyanoacetylenu, kyanovodíku, oxidu uhličitého, oxidu uhelnatého, dikyanu, argonu a helia. Předpokládá se, že uhlovodíky vznikají ve vyšších vrstvách Titanovy atmosféry, kde se vlivem ultrafialového záření ze Slunce štěpí methan, a vytvářejí širokou vrstvu oranžového smogu. Přítomnost polycyklických aromatických uhlovodíků, které dávají měsíci charakteristické oranžové zabarvení, dalších polymerů a nitrilů způsobuje, že je atmosféra neprůhledná pro značnou část vlnových délek, a proto není možné z orbity získat kompletní spektrum odrazivosti povrchu. Z těchto důvodů nebyly až do roku 2004 k dispozici žádné snímky povrchu tělesa, první pořídila až sonda Cassini-Huygens.
Titan tráví 95 % času v magnetosféře Saturnu, která ho chrání před dopadajícím slunečním větrem. Přesto by sluneční energie měla být schopna veškerý methan v atmosféře přeměnit na složitější uhlovodíky během geologicky krátké doby 50 milionů let (oproti stáří soustavy). Jeho stálá přítomnost v atmosféře napovídá, že se na povrchu Titanu, nebo i pod ním, musejí nacházet zásobárny methanu, ze kterých se methan do atmosféry doplňuje. Prapůvodní zásoby methanu mohly existovat pod povrchem měsíce, odkud se do atmosféry dostaly během erupcí kryovulkánů.
Dne 3. dubna 2013 oznámili vědci z NASA, že dle jejich studií simulací Titanovy atmosféry mohou být objeveny v atmosféře i komplexní organické sloučeniny. Dne 6. června 2013 ohlásili vědci z Andaluského astronomického institutu (IAA-CSIC), že ve vrchních vrstvách atmosféry detekovali polycyklické aromatické uhlovodíky.
Dne 30. září 2013 se podařilo sondě Cassini pomocí kombinovaného infračerveného spektrometru (CIRS) detekovat v atmosféře propen. Bylo to úplně poprvé, co byl tento uhlovodík objeven na jiném tělese než na Zemi a byla to zároveň první sloučenina, kterou CIRS kdy na Titanu nalezl. Již od pozorování, která provedla sonda Voyager 1 při průletu roku 1980, zde byla teorie, že oranžovohnědou mlhu na Titanu tvoří právě uhlovodíky, které vznikají rekombinací radikálů vytvořených fotolýzou slunečními paprsky. Sonda Cassini tuto teorii potvrdila.
24. října 2014 byla v polárních oblastech Titanu pozorována perleťová oblaka methanu.

### Povětrnostní podmínky a rozložení teplot

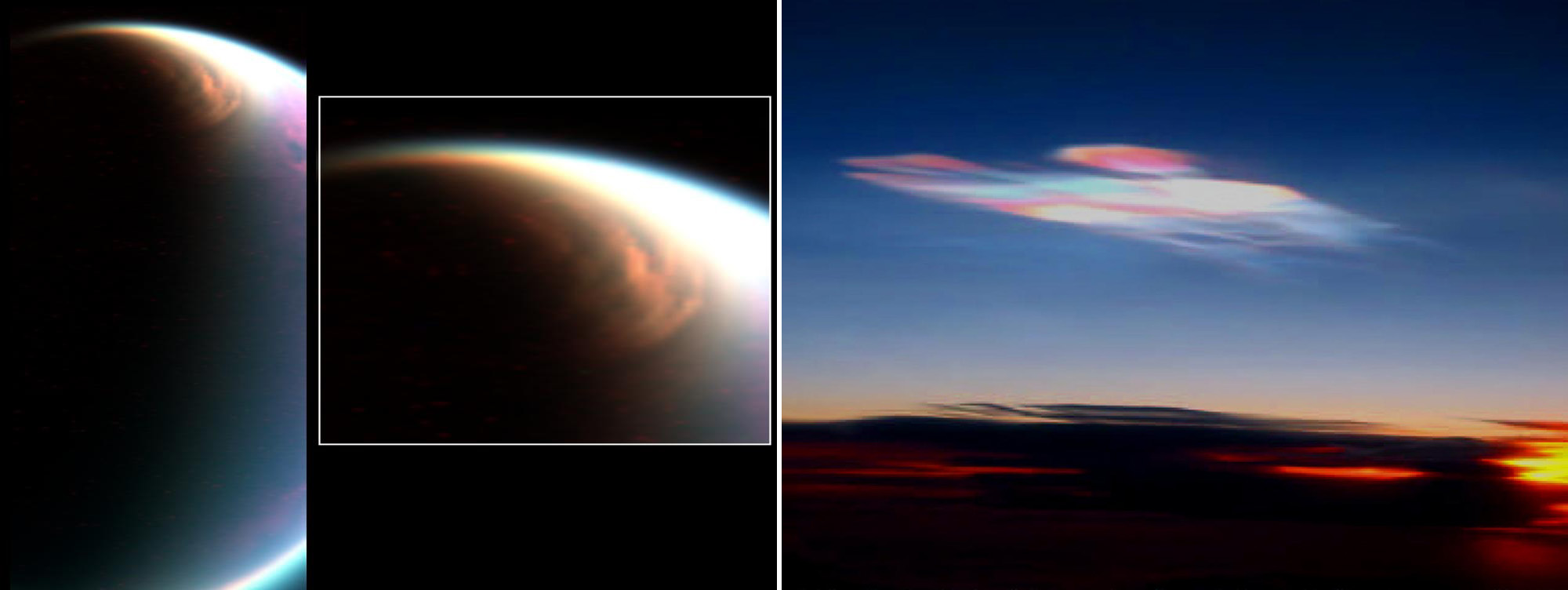
Perleťová oblačnost z methanu na Titanu (vlevo) ve srovnání s obdobnými mraky na Zemi, kde se skládají z vody a vodního ledu

Pozorování sondou Cassini z roku 2004 naznačují, že Titan podobně jako planeta Venuše patří mezi tzv. „super rotátory“, jejichž atmosféra rotuje významně rychleji než povrch planety. Vliv superrotace je nejvíce patrný ve vyšších vrstvách atmosféry, především ve stratosféře, kde rychlost větrů dosahuje až 720 km/h, a ve vyšších vrstvách troposféry. Tam způsobuje superrotace západní větry o rychlosti okolo 120 km/h.. Příčiny vzniku superrotace nejsou dostatečně vysvětleny, patrně jde o charakteristickou vlastnost pomalu rotujících vesmírných těles. Přesnější informace o síle větrů v rámci jednotlivých vrstev atmosféry poskytl přistávací modul Huygens při svém sestupu. V průběhu klesání ve výškách od 140 do 120 km zaznamenal turbulentní západní vichr o rychlosti 450 km/h. S postupně klesající výškou vítr slábl, v 70 km nad povrchem byl celkem slabý, avšak v této oblasti mezi 100 až 60 km byly objeveny nejvyšší turbulence. Mezi 65 a 55 km vítr znovu zesílil na přibližně 150 km/h a opět v dalším průběhu klesání slábl. V 7 km nad povrchem se směr větru najednou otočil, byl zde východní vítr o rychlosti 5–7 km/h.
U povrchu Titanu rychlost větru nepřesahuje 1 m/s (pohybuje se v rozmezí 1–4 km/h) a vane od východu. Přibližně jednou za 15 let v období rovnodennosti se však vyskytnou vzácné bouřkové západní větry o síle až 10 m/s (tedy 36 km/h). Kromě zmíněného východozápadního proudění existují na Titanu tzv. slapové větry. Ty vznikají interakcemi atmosféry se slapovými silami Saturnu, které jsou 400krát silnější než síly jakými působí Měsíc na Zemi, a mají tendenci směrovat pohyb atmosférických proudů směrem k rovníku, síla těchto větrů dosahuje až 0,5 m/s.
Pozorování provedená sondami Voyager ukázala, že atmosféra Titanu je hustší než zemská a tlak na povrchu dosahuje 1,45 atm. To potvrdila sonda Huygens, která při přistání naměřila na povrchu tlak 146,7 kPa. Naměřená teplota povrchu byla -179,5 °C. Neprůhledné vrstvy mlhy zamezují prostupu většiny slunečního světla a zakrývají tak při pohledu z vesmíru povrchové útvary. Povrch byl při sestupu zřetelný od 44 km nad povrchem, tedy od tropopauzy, kde byl rovněž změřen tlak 11,5 kPa a teplota zde byla -202,72 °C.

## Podnebí

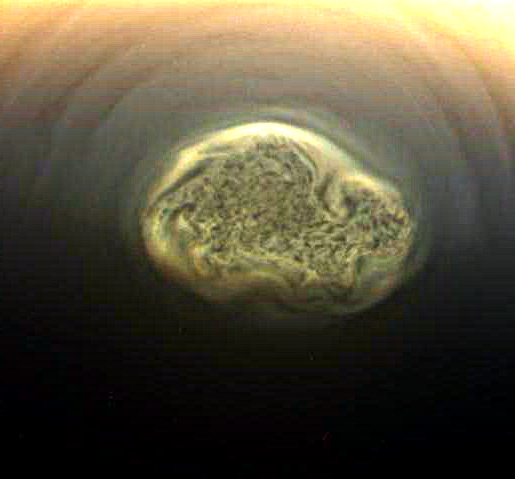
Vzdušný vír nacházející se nad jižním pólem Titanu

Teplota na povrchu Titanu se pohybuje okolo 94 K (-179,2 °C), při této nízké teplotě má vodní led extrémně nízkou tenzi par a do atmosféry se tak uvolňuje jen velmi omezené množství vodní páry. Titan přijímá pouze 1 % množství slunečního svitu proti tomu jež dopadá na Zemi, a z toho je 90 % absorbováno silnou atmosférou; na povrch Titanu dopadá jen asi 0,1 % světla oproti Zemi.
Atmosférický methan vytváří skleníkový efekt, bez něhož by byla na povrchu mnohem nižší teplota. Naproti tomu opar vytváří antiskleníkový efekt, který odráží sluneční paprsky zpět do vesmíru, čímž účinky skleníkového efektu snižuje, teplota na povrchu je proto výrazně nižší než ve vyšších vrstvách atmosféry.

Animace methanových mračen

Mraky na Titanu jsou tvořeny methanem, ethanem a dalšími jednoduchými organickými sloučeninami. Mraky jsou rozptýlené a různorodé a narušují jinak celistvý opar. Podle nálezů sondy Huygens zřejmě z atmosféry na povrch pravidelně prší kapalný methan a další organické látky.
Na Titanu, podobně jako na Zemi, jsou podnebné podmínky ovlivněny ročními obdobími. Ta jsou přímo vázána na dobu oběhu Saturnu, který Slunce oběhne přibližně za 29,5 roku, každé období trvá přes sedm pozemských let.
 Oblačnost většinou zakrývá okolo 1 % povrchu měsíce, ačkoliv byly pozorovány i extrémní situace, kdy mraky pokryly okolo 8 %. Podle jedné hypotézy se jižní mraky vytvářejí během letního období, když zvýšený příjem slunečních paprsků zapříčiní vznik stoupavých proudů v atmosféře, jejichž následkem je konvekce. Toto vysvětlení však komplikuje fakt, že tvorba mraků ethanu byla pozorována nejen po jižním letním slunovratu, nýbrž i v období uprostřed jara. Zvýšená methanová vlhkost v oblasti jižního pólu zřejmě přispívá k výraznému zvětšení oblaků v tomto místě. Na jižní polokouli Titanu bylo letní období až do roku 2010, kdy se Saturn na své oběžné dráze přesunul tak, že začalo svítit Slunce více na severní část měsíce (na severu tedy nastalo jaro, na jihu podzim). Předpokládá se, že při změně období oblaka na jižním pólu začnou kondenzovat. 24. května 2017 nastal v systému Saturnu letní slunovrat a sonda Cassini následně v červnu 2017 pozorovala světlá oblaka nad severními jezery.

## Povrch

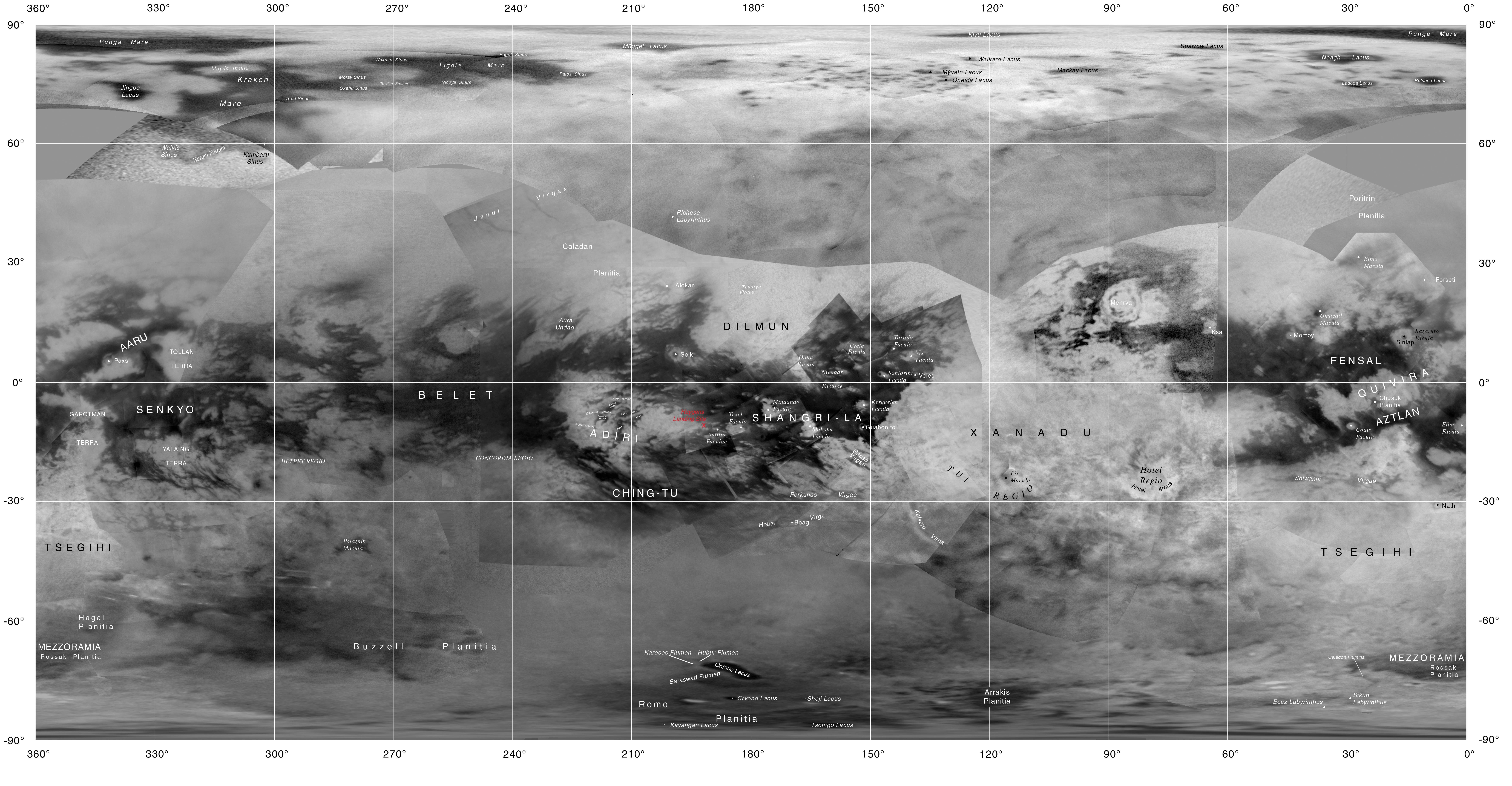
Fyzická mapa Titanu s popisky

Povrch Titanu byl popsán jako rozmanitý, tekutinami erodovaný a geologicky mladý. Přestože se Titan ve sluneční soustavě nachází již od jejího vzniku, stáří povrchu se odhaduje na rozmezí mezi 100 miliony až miliardou let. Geologické procesy mohly povrch měsíce změnit. Atmosféra Titanu je dvakrát vyšší než zemská, kvůli čemuž je velmi obtížné získat pomocí astronomických přístrojů mapu povrchu ve viditelném spektru. Sonda Cassini byla schopna za pomoci infračervených přístrojů, radarového výškoměru a radaru se syntetickou aperturou (SAR) nasnímat mapy částí povrchu, když zrovna prolétala v blízkosti měsíce. První obrázky ukázaly rozličnou geologii s nerovnými i velmi hladkými plochami. Byly nalezeny útvary, jež mohou být vulkanického původu, kdy se na povrch valila voda s amoniakem. Naproti tomu byly měřením gravitačního pole objeveny i důkazy, že ledová vrstva na povrchu je značně pevná, což nasvědčuje velmi nízké geologické aktivitě v poslední době.
Objeveny byly i pruhovité útvary, někdy i stovky kilometrů dlouhé, které byly zřejmě vytvořeny větrnou erozí. Mimo zdrsnělých útvarů vytvořených erozí je povrch Titanu hladký, neboť impaktní krátery byly povětšinou zaplněny kapalnými uhlovodíky ze srážek či vulkanickou činností. Radarový výškoměr naznačil, že povrch Titanu je spíše rovinatý. Ačkoliv obvyklé výkyvy ve výšce povrchu nepřesahují 150 metrů, výjimečně byly pozorovány též výkyvy nad 500 metrů a nacházejí se zde i pohoří. Tyto hory mívají vrcholy ve výškách od stovek metrů až přes jeden kilometr nad okolní krajinu.
Povrch Titanu se vyznačuje širokými oblastmi světlého a tmavého terénu. Mezi světlé oblasti patří Xanadu, velká odrazivá oblast na rovníku o velikosti Austrálie. Poprvé byla identifikována na infračervených snímcích z Hubbleova vesmírného teleskopu z roku 1994, později byla opět pozorována sondou Cassini. V této členité oblasti se nacházejí kopce, které jsou odděleny údolími a propastmi. Xanadu křižují tmavé čárovité topografické útvary – hřebeny a trhliny. Ty mohou být důsledkem tektonické aktivity, což by znamenalo, že oblast Xanadu je geologicky mladá. Podle jiného vysvětlení mohly tyto tmavé oblasti vzniknout působením proudu kapaliny, která rozdrásala starý povrch.
Na povrchu Titanu byly také na různých místech nalezeny tmavé plochy podobné velikosti. Byly pozorovány sondou Cassini a bylo potvrzeno, že Ligeia Mare, druhá největší tmavá oblast tohoto typu, je moře čistého kapalného methanu.

### Jezera a moře
První náznaky, že se na Titanu nacházejí uhlovodíková moře, přinesla již data, která pořídily sondy Voyager 1 a 2. Podle těchto dat byla určena přibližně správná teplota a složení atmosféry, přímé důkazy však chyběly. Ty poskytly až data z Hubbleova teleskopu a dalších pozorování v roce 1995, z nichž vyplývala přítomnost kapalného methanu na měsíci, ať již v malých oddělených nádržích nebo ve velkých oceánech.
Sonda Cassini tuto hypotézu při své misi potvrdila. Když v roce 2004 doletěla k Saturnu, očekávalo se, že zachytí sluneční paprsky odražené od uhlovodíkových jezer a oceánů, nicméně zpočátku žádné takovéto přímé odrazy pozorovány nebyly. V blízkosti Titanova jižního pólu byl objeven záhadný tmavý útvar, jenž byl nazván Ontario Lacus. Později se potvrdilo, že jde o jezero. Radarovým mapováním byly nalezeny i možné pobřežní linie v okolí pólu. Během průletu sondy Cassini 22. července 2006, kdy byla radarem zmapována severní polokoule (ta se v té době ocitala v zimním období), bylo objeveno několik rozlehlých hladkých terénních útvarů. Ty jsou charakteristické velmi malými a homogenními odezvami na radarový signál, a proto se na radaru zobrazují v podobě tmavých skvrn, které vytvářejí v oblasti blízké severnímu pólu kropenatý vzor. Na základě pozorování v lednu 2007 vědci oznámili, že byly získány „nezvratné důkazy o jezerech naplněných kapalným methanem na Saturnově měsíci Titanu.“ Tým okolo mise Cassini-Huygens dospěl k závěru, že vyobrazené plochy jsou téměř určitě dlouho hledaná uhlovodíková jezera, první stabilní kapalné útvary nalezené mimo planetu Zemi. Některá tato jezera leží v proláklinách a vypadá to, že byla z okolí napájena methanovými řekami. Tyto pozůstatky po erozi kapalinou se jevily vytvořeny v nedávné minulosti. Rozsah eroze v těchto kanálech byl překvapivě velice malý, což nasvědčuje, že buď je eroze na Titanu velice pomalá, anebo byla starší říční koryta odstraněna jiným přírodním jevem. Pozorování, která sonda Cassini provedla, ukázala, že jezera zabírají jen několik procent povrchu měsíce a Titan je o mnoho sušší než Země. Většina jezer je koncentrována do oblasti pólů, kde je relativně nižší příjem slunečních paprsků, a proto menší výpar. Byla však objevena i moře nacházející se v pouštních oblastech u rovníku, včetně jednoho v blízkosti místa přistání modulu Huygens v regionu Šangri-La o ploše 2400 km2 a hloubce jednoho metru. Pouštní jezera jsou pravděpodobně obdobou oáz a jsou napájena z podzemních zásobáren methanu.
V červnu roku 2008 potvrdil vizuální a infračervený spektrometr na palubě Cassini bezpochybný výskyt kapalného ethanu v oblasti Ontario Lacus. V prosinci 2008 proletěla sonda Cassini přímo nad jezerem a zaznamenala přímý odraz paprsků na radaru. Síla signálu odražených paprsků saturovala přijímač, což ukázalo, že se hladina nevlnila o více než 3 milimetry. Buď v té době bylo na povrchu měsíce u jezera bezvětří, nebo je kapalina v jezerech značně viskózní.
Přímé odrazy jsou důkazem pro hladký, odrazivý (zrcadlící) terén a potvrdily tak domněnku rozlehlých kapalných ploch, která předtím vycházela jen z radarových pozorování. V oblastech severního pólu tato měření proběhla poté, co se po patnácti letech tato oblast zalila slunečními paprsky. Jedním z prvních takto potvrzených jezer bylo Jingpo Lacus, které bylo objeveno 8. července 2009.
První radarová měření hloubky v červenci 2009 a lednu 2010 ukázala, že Ontario Lacus je velmi mělké. Průměrná naměřená hloubka byla od 0,4 do 3 metrů a nejhlubší místa dosahovala 7 metrů. Naproti tomu jezero Ligeia Mare na severním pólu, druhé největší na Titanu, mělo dle prvních měření hloubku přes osm metrů, což byla maximální hloubka rozpoznatelná tehdejšími technickými a analytickými prostředky. Z dat, která byla pořízena radarovými odrazy v roce 2013, vyplynulo, že Ligeia Mare dosahuje hloubky 160 – 170 metrů.
Největším jezerem Titanu je Kraken Mare s rozlohou přes 400 000 km2. Nachází se rovněž v blízkosti severního pólu. U tohoto jezera nebylo možné danou metodou radarových odrazů zachytit dno jezera, z čehož vyplynulo, že je zřejmě více než 200 m hluboké. Dalším možným vysvětlením by bylo, že by kapalina v Kraken Mare absorbovala záření více než v Ligeia Mare. Přitom u pobřeží byly v Kraken Mare pozorovány mělčí oblasti s rozmezím hloubek od 20 do 35 metrů.
Během přeletu 26. září 2012 objevila sonda Cassini na severním pólu přírodní útvar, o němž se předpokládalo, že je přes 400 km dlouhou řekou, která ústí do Ligeia Mare. Později v květnu 2013 byla identifikována celá síť říčních kanálů v tomto místě, která byla pojmenována Vid Flumina. Z analýzy dat z radarového výškoměru vyplynulo, že se tyto řeky nacházejí v hlubokých sevřených kaňonech, které jsou hluboké až 570 metrů, téměř kilometr široké a se svahy skloněnými až do 40°. Silné přímé odrazy naznačily, že jsou tyto kaňony plné kapaliny, jejichž hladina je ve stejné výšce jako hladina jezera. To odpovídá představě zapuštěných říčních údolí. Odrazy od hladiny byly zaznamenány i ve vyšších výškách, nad úrovní hladiny Liegia Mare. Toto jsou zřejmě toky nižšího řádu, které napájí primární řeku, což odpovídá představě rozsáhlejšího úmoří. Hloubka eroze těchto útvarů naznačuje, že jsou na povrchu Titanu tisíce let; předpokládá se, že vznikly obdobně jako Grand Canyon při zdvihu zemské kůry nebo při poklesu mořské hladiny, nebo kombinací obou jevů.
Mezi lety 2006 a 2017 nasbírala sonda Cassini radiometrická a optická data, z nichž bylo možné určit tvarové proměny na měsíčním terénu. Měření hustoty ukázala, že se Titan skládá z 60 % z kamenného materiálu a 40 % z vody. Analýza dat tvarových změn naznačila, že se povrch měsíce během každého oběhu kolem Saturnu periodicky zvedá a zase klesá, a to až o deset metrů. Z těchto odchylek vyplývá, že vnitřek měsíce musí být nějakým způsoben deformovatelný a nejpravděpodobnějším vysvětlením je, že silná ledová měsíční kůra plave na podpovrchovém oceánu. Nálezy týmu vědců mise Cassini naznačují, že tento oceán neleží více než 100 km pod povrchem, a jeho hloubka se odhaduje až na 300 kilometrů. Voda v těchto oceánech by mohla být slanější než v Mrtvém moři. 3. září 2014 vědci NASA zveřejnili studie, podle nichž by methanový déšť mohl reagovat s podpovrchovou vrstvou ledových materiálů, nazývaných „alkanofery“, a při těchto reakcích by vznikal ethan nebo propan, jež by následně napájel řeky a jezera.

### Impaktní krátery

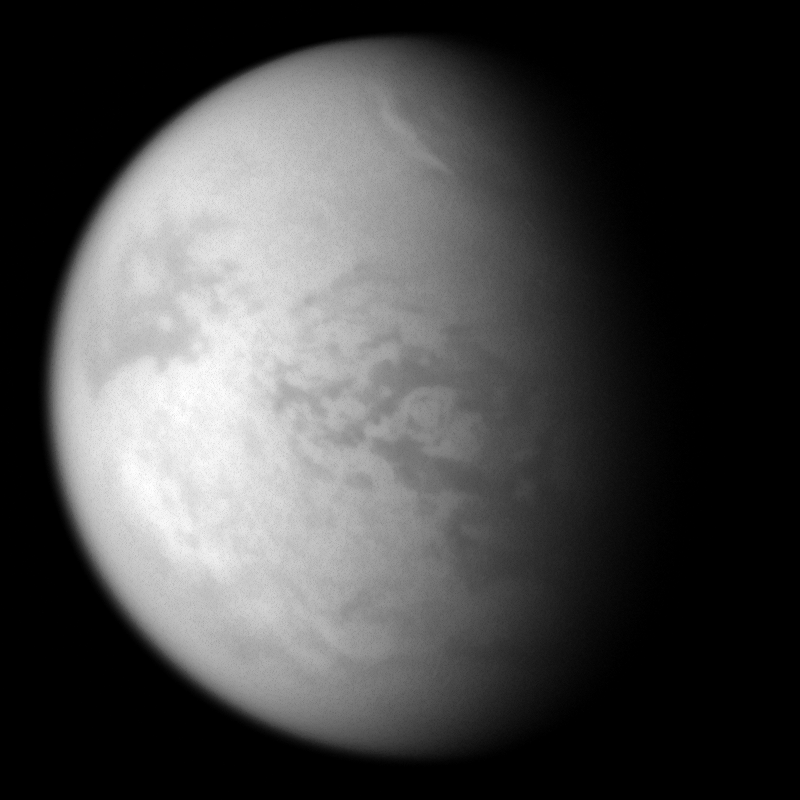
Kráter Menrva při pohledu z vesmíru

Data z mapování, měření SAR a radarem pořízená sondou Cassini odhalila na povrchu Titanu několik kráterů. V porovnání se stářím měsíce jsou tyto impakty mladé. Největší z nalezených kráterů je 440 km široký Menrva s dvojčetnou prohlubní. Další menší krátery jsou Sinlap, jenž je široký v průměru 60 km a rovinatý, a 30 km široký kráter Ksa se středovou vyvýšeninou. Radarová měření a fotografie pořízené sondou Cassini objevily útvary, jenž by mohly být impaktními krátery, ale chybí zde specifické útvary pro jistou identifikaci. Mezi ně patří například 90 km široký prstenec zvrásněného materiálu nazvaný Guabonito, o něm se usuzuje, že jde o kruhovitý impaktní kráter, do jehož vnitřní části kruhu byl větrem nafoukán sediment tmavé barvy. Podobné útvary byly pozorovány i v tmavých regionech Šangri-La a Aaru. Kruhovité útvary, jež by mohly být impakty, byly spatřeny i v oblasti Xanadu při průletu sondy 30. dubna 2006.
Na velké části kráterů a útvarů, jež by jimi mohly být, jsou důkazy o rozsáhlé erozi a všechny tyto útvary byly od vzniku modifikovány. Většina velkých kráterů má porušený nebo neúplný okolní lem, přestože některé z těchto lemů jsou nejsilnější v celé sluneční soustavě. Na rozdíl od jiných ledových měsíců v soustavě, nebyla na Titanu zaznamenána tvorba pamplisestů, starých kráterů, jejichž reliéf byl vlivem viskoelastické relaxace zahlazen a zůstal po nich jen světlý ledový kruh. Krátery na Titanu většinou postrádají centrální kopec a vnitřní plocha je rovná, zřejmě působením kryovulkanické lávy, která se tu vylila buď během nárazu, nebo při pozdějších erupcích.

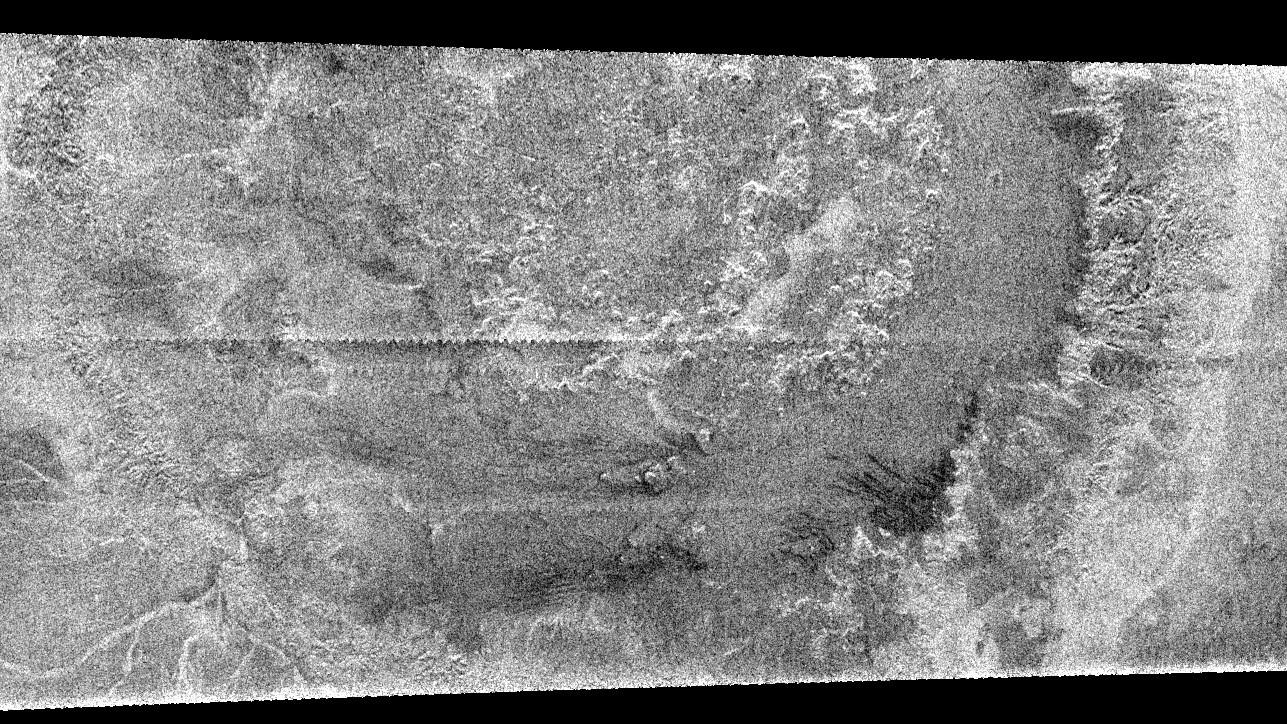
Detailní pohled na kráter Menrva

Geologické změny jsou jen jedním důvodem, proč nejsou na povrchu k vidění větší množství kráterů, svoji roli hraje i hustá atmosféra, předpokládá se, že snižuje množství kráterů o jeden až dva řády.
Na radarových mapách s vysokým rozlišením, které byly získány během roku 2007 pro omezenou část měsíčního povrchu, je patrná nerovnoměrnost v rozložení kráterů. Oblast Xanadu obsahuje 2 až 9krát víc impaktních kráterů než ostatní povrch. Rozdílné je i zastoupení na přivrácené a odvrácené straně měsíce, polokoule obrácená k Saturnu má o 30 % více kráterů. Nejnižší hustota je v oblastech rovníkových dun a na pólech, kde jsou nejobvyklejší jezera.
Modely dopadových drah a úhlů, které byly vytvořeny před zkoumáním sondou Cassini, ukazovaly na možnost, že se v místě dopadu mohla vyvrhnout tekutá voda, která by zde mohla vydržet i po několik staletí, dostatečně dlouhou dobu na to, aby se zde „syntetizovaly jednoduché prekurzorové molekuly, které jsou základem života.“

### Kryovulkanismus a pohoří

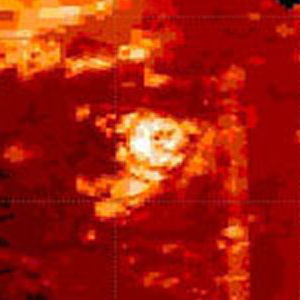
Útvar Tortola Facula, který byl mylně považován za kryovulkán

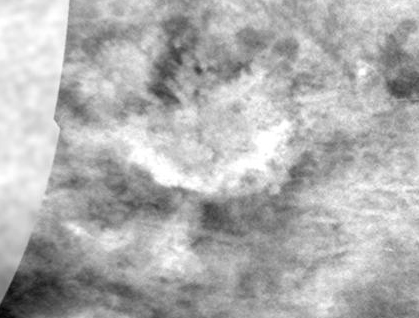
Oblast Hotei Arcus

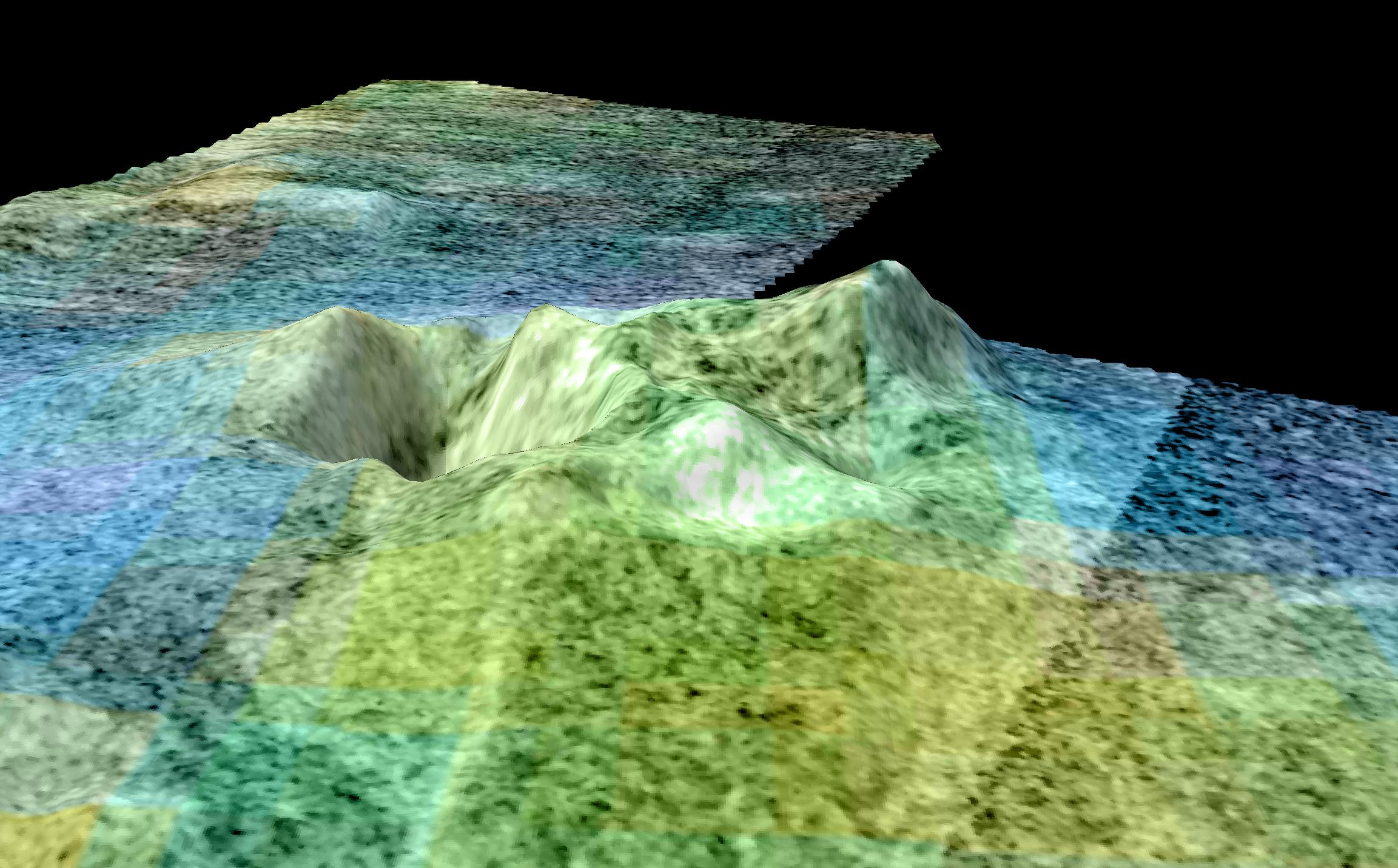
Fotografie možné sopky Sotra Patera v nepravých barvách

Po dlouhou dobu vědci uvažovali, že podmínky na povrchu Titanu odpovídají podmínkám na Zemi těsně po jejím vzniku, pouze za výrazně nižších teplot. Detekce argonu-40 v atmosféře roku 2004 indikovala, že zde byly sopkami vytvořeny výstupy kryolávy složené z vody s příměsí amoniaku. Četnost methanových jezer na povrchu není podle pořízených map dostatečná, aby se mohlo v atmosféře vyskytovat současné množství plynného methanu, z čehož vyplývá, že jeho podstatná část musí být doplňována jinak, například vulkanickou činností.
Přesto bylo dosud objeveno jen malé množství útvarů, o nichž by se dalo s jistotou prohlásit, že jde o sopky. Jedním z útvarů, o němž se předpokládalo, že by mohl být kryovulkánem, byl Ganesa Macula, který připomínal nezvyklé vulkanické útvary na planetě Venuši, tzv. sopečné dómy.
Tato domněnka však byla vyvrácena na pravidelném sjezdu American Geophysical Union v prosinci 2008, kde bylo předneseno zjištění, že tento útvar totiž není žádným dómem a tuto představu způsobila pouze náhodná kombinace světlých a tmavých míst v daném místě.
V roce 2004 sonda Cassini objevila nezvykle světlé místo na povrchu, které bylo pojmenováno Tortola Facula a bylo také identifikováno jako kryovulkanický dóm. K roku 2010 nebyly detekovány žádné další útvary tohoto typu. V prosinci 2008 astronomové oznámili nález dvou velmi světlých skvrn v atmosféře Titanu, šlo o pouze přechodný jev, který trval příliš dlouho, aby byl způsoben běžnými výkyvy počasí – možným vysvětlením byl původ ve vulkanické činnosti.
V březnu roku 2009 byly spatřeny fluktuace v jasu oblasti zvané Hotei Arcus a byly objeveny struktury podobající se lávovým proudům. Ačkoliv byla poskytnuta různá vysvětlení pro tento jev, při předpokladu, že jde o lávové proudy, bylo zjištěno, že stoupají až dvě stě metrů nad povrch, což je v souladu s představou, že tam byly vyvrženy zpod povrchu během erupce.
Sonda Cassini v roce 2006 na povrchu Titanu objevila pohoří, jež se táhne v délce 150 km, je široké 30 km a 1,5 km vysoké. Nachází se na jižní polokouli a je tvořeno zřejmě ledovými útvary, které jsou pokryty methanovým sněhem. Materiál, z něhož byl masiv vytvořen, se na povrch mohl dostat mezerou vzniklou při pohybu tektonických desek, jejichž pohyb mohl být ovlivněn dopadem meteoritu do blízkého místa. Před těmito objevy vědci předpokládali, že byl ráz krajiny utvářen především nárazy vnějších těles, objevy sondy Cassini ale nasvědčují, že bylo pohoří vytvořeno geologickými procesy. V prosinci roku 2010 identifikovali vědci horu, jež dostala název Sotra Patera. Nachází se ve společnosti nejméně dvou dalších hor, které jsou vysoké od 1000 do 1500 m a jejichž vrchol tvoří kráter. Jejich úpatí se jeví být tvořeno zmrzlou lávou.
Nejvyšší pohoří Titanu se nacházejí v oblasti rovníku, jde o tzv. pásmové hřbety. Má se za to, že podobně jako Himálaj či Alpy byly vyvrásněny při kolizi nebo podsouvání tektonických desek. Dalším možným mechanismem je vytvoření hřbetu slapovými silami Saturnu. Viskozita ledového pláště Titanu je nižší a horské podloží méně pevné než zemské kamenné, proto nemohou hory dosahovat takových výšek. V roce 2016 tým projektu Cassini oznámil objev nejvyšší doposud známé hory na Titanu, jejíž vrchol ční 3 337 m vysoko a nalézá se v pohoří Mithrim Montes.
Pokud je hypotéza o vulkanické činnosti na Titanu správná, předpokládá se, že je podobně jako na Zemi napájena energií z rozpadu radioaktivních prvků uvnitř pláště. Zemské magma je tvořeno roztavenými horninami, které mají nižší hustotu než pevná kůra nad nimi, naproti tomu kapalná voda (i v eutektické směsi s amoniakem) je hustší než vodní led, tudíž pro spuštění kryovulkanických procesů by byla potřeba další energie, například ze slapových sil blízkého Saturnu. Významnou roli může ve vulkanické činnosti na Titanu hrát i přítomnost síranu amonného, jenž se nachází pod vrstvou ledu, a tvoří společně nestabilní systém, jenž může explodovat. Směs zrnitého ledu a popela ze síranu amonného tvoří písečný prach, který byl na povrchu tvarován větrem.
V roce 2008 přednesl Jeffrey Moore, planetární geolog z Ames Research Center (Amesova výzkumného centra), vlastní teorii o geologii Titanu. V té době nebyly na povrchu s určitostí identifikovány žádné útvary sopečného původu, a tak Moore prohlásil Titan za geologicky mrtvý svět. Podle jeho hypotézy byl ráz povrchu utvářen jen větrnou a kapalinovou erozí, přesunem hmoty a vnějšími vlivy. Methan se do ovzduší nedostává vulkanickou činností, nýbrž pomalu difunduje z povrchu do atmosféry. Ganesa Macula může podle něj být starý impaktní kráter s tmavou dunou uprostřed; horské masivy vznikly degradací lemů (i vícečetných) impaktních kráterů nebo kontrakcí tělesa při ochlazování vnitřku. Krátery v oblasti Xanadu připodobnil k útvarům nalezeným na měsíci Callisto, kde jsou méně porušené; obecně podle Moorea by mohl Callisto sloužit jako model pro popis geologie Titanu, až na přítomnost atmosféry, měsíc proto někdy nazýval Callisto s počasím.
Mezinárodní astronomická unie přidělila nejvyšším horám a pohořím oficiální názvy. Ty jsou pojmenovány dle dohody po fiktivních horách a pohořích, respektive postavách (u pohoří) z příběhů J. R. R. Tolkiena o Středozemi.

### Tmavý terén

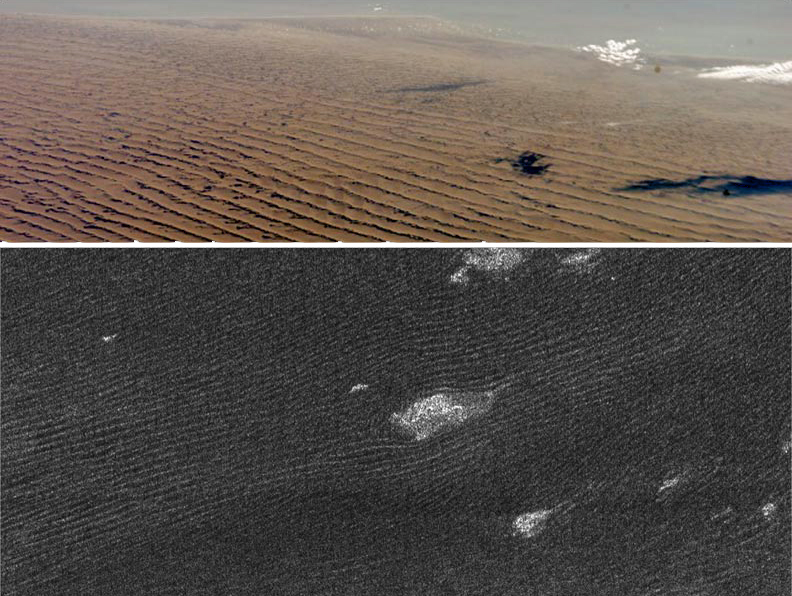
Nahoře jsou písečné duny na Zemi, dole jsou duny na Titanu

Na prvních snímcích pořízených pozemskými teleskopy ze začátku 3. tisíciletí byly zobrazeny rozlehlé tmavé oblasti okolo rovníku. Před příletem sondy Cassini byly mylně považovány za uhlovodíková moře. Radarové snímky sondy Cassini ukázaly, že nejde ani tak o moře nějaké kapaliny jako o moře písku. Tyto rovníkové oblasti se ukázaly být rozlehlými pouštěmi. Největší z těchto písečných oceánů je oblast Belet. Na těchto planinách se nacházejí mohutné podélné duny, tedy takové, jejichž hřeben je rovnoběžný se směrem větru. Tyto duny jsou i 100–150 metrů vysoké, kilometr široké a desítky až stovky kilometrů dlouhé a směřují od západu na východ. V místech, kde vítr naráží na terénní bariéru a obtéká ji, mohou být duny odkloněny od převládajícího směru. V některých místech ovlivňuje terén směr větru do té míry, že se vznikající duny mění z podélných na příčné (tedy takové, jejichž hřeben je na směr větru kolmý). Takové duny byly nalezeny například jižně od vysočiny Adiri.
Předpokládalo se, že duny vznikají při větrech, které sice vanou převážně rovnoběžně se směrem duny, ale jejich směr i síla kolísá. Potřebná odhadovaná rychlost větru pro vznik podélné duny je 0,5 m/s (tj. 1,8 km/h), slabý povrchový východní vítr by dostačoval. Následná pozorování ovšem ukázala, že podélné duny směřují na východ, přestože vítr vane na západ. Podle posledních počítačových simulací pořízených v roce 2015 duny vznikají během vzácných západních bouřkových větrů, které vanou každých 15 let v období měsíční rovnodennosti rychlostí do 10 metrů za sekundu, a proto při formování dun výrazně dominují nad běžným větrem nad povrchem.
Dunová pole na Titanu zabírají až 20 % povrchu, avšak pouze v pásu ohraničeném rovnoběžkami 30°. Ve středních zeměpisných šířkách a v polárních oblastech se duny nevyskytují. Důvod tohoto jevu může být ve vyšší vlhkosti těchto oblastí nebo příliš slabém větru, možné je, že zde převáží směrovost slapových větrů, které písek přenesou zpět k rovníku. Titanský písek není složením vůbec podobný pozemskému, netvoří ho silikátová zrníčka, nýbrž spíše vodní led z podloží, z kterého písečná hmota vzniká erozí během bleskových záplav kapalného methanu. Další možností je, že písek tvoří pevné organické látky, jež vznikly fotochemickou reakcí v atmosféře, tzv. tholiny. Tuto teorii potvrdily i studie složení písečných dun optickou a spektrální analýzou, provedené v květnu 2008, jejichž závěrem bylo výrazně nižší zastoupení vody než jinde na Titanu. Písek v dunách je tedy nejspíše tvořen sazemi organických polymerů, které se shlukly po dopadu na zem. Přítomnost vodního ledu však vyloučena nebyla. Hustota písku na Titanu je odhadnuta na třetinu hustoty písku terestrického.

## Pozorování a průzkum

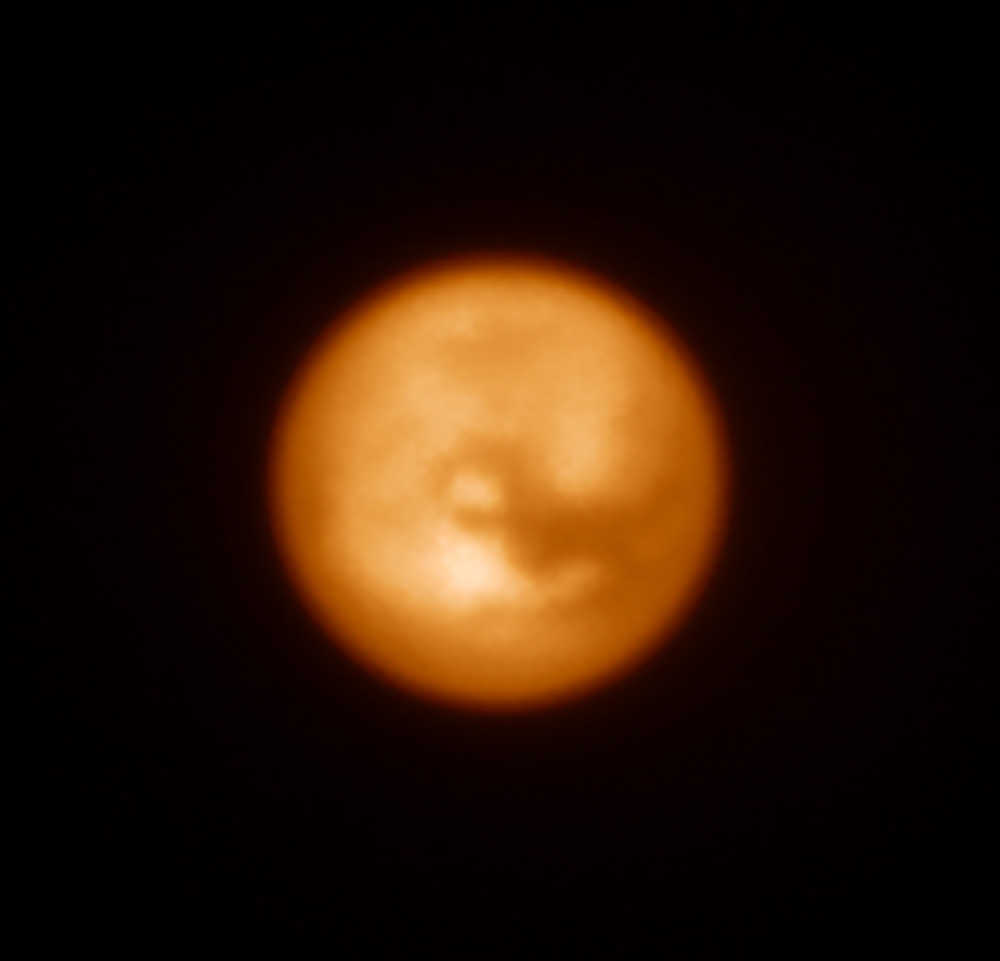
Titan při pozorování teleskopem VLT

Měsíc Titan nelze na noční obloze spatřit pouhým okem, ale již při pozorování Saturnu menším teleskopem či větším dalekohledem je snadno rozeznatelný. Amatérské pozorování stěžuje blízkost kotoučku měsíce k přesvětlenému disku planety Saturn a jeho prstenců. Prohlížení lze vylepšit přidáním clony nebo světelného filtru, který odstíní světlo odražené od Saturnu. Maximální zdánlivá hvězdná velikost Titanu je +8,2m, střední hodnota při postavení v opozici je +8,4 mag; v ostatních obdobích se může hodnota snížit až k 9,0m. Podobně velký měsíc Ganymed má oproti tomu hvězdnou velikost 4,6 mag.

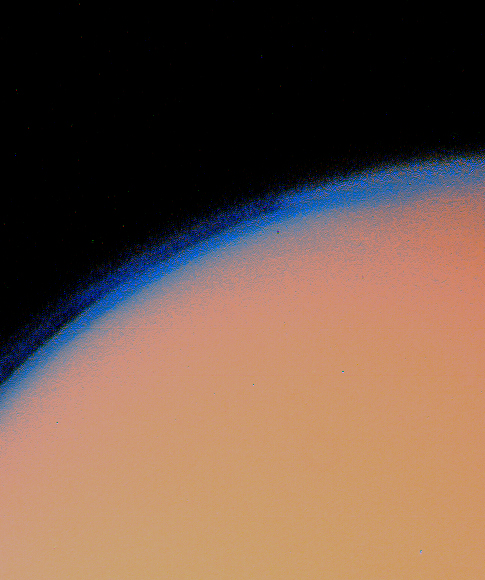
Fotografie hustého oparu pořízená sondou Voyager 1

Před obdobím vesmírných sondážních letů byly možnosti zkoumání Titanu jen velmi omezené. Roku 1907 španělský astronom Josep Comas i Solà pozoroval okrajové ztemnění, první důkaz, že těleso obklopuje atmosféra; Gerard Kuiper v roce 1944 použil spektroskopickou techniku k identifikaci methanu.
První sondou vyslanou k Saturnu byl Pioneer 11, který k soustavě dorazil v roce 1979. Podle jeho odhalení byl Titan příliš chladný, než aby na něm mohl existovat život. Pioneer pořídil několik snímků Titanu, včetně fotografie zachycující měsíc s planetou Saturn. Obrázky pořízené později dvěma Voyagery byly mnohem vyšší kvality.
V letech 1980 a 1981 byl Titan zkoumán sondami Voyager 1, respektive Voyager 2. Trajektorie letu sondy Voyager 1 byla navržena tak, aby kolem měsíce těsně prolétla; během průletu sonda získala hodnoty hustoty, složení a teploty atmosféry a velmi přesně změřila hmotnost tělesa. Voyager 2, který měl být záložně přesměrován na dráhu těsného průletu kolem měsíce, nakonec kolem Titanu neproletěl a pokračoval dál k planetám Uran a Neptun. Opar v atmosféře zabránil sondě zmapovat terén, přesto v roce 2004 byly po digitalizaci na fotografiích, pořízených sondou Voyager 1 přes vestavěný oranžový filtr, viditelné světlé a tmavé oblasti, v té době již známé pod názvy Xanadu a Šangri-La. Ty byly prvně zpozorovány Hubbleovým vesmírným teleskopem při snímání v infračerveném spektru již v letech 2001 a 2002. Bylo totiž zjištěno, že se v jinak neprůhledné atmosféře vyskytují určitá spektrální okna a při použití záření specifické vlnové délky lze atmosféru prozářit. Nejčastěji bylo použito záření vlnové délky 938 nm.

### Mise Cassini-Huygens
I přes data získaná sondami Voyager zůstal Titan předmětem záhad – velký měsíc zakrytý atmosférou, která znemožňuje detailní zmapování. Tajemství, která Titan obklopovala již od 17. století, kdy byl poprvé objeven Christiaanem Huygensem a Giovannim Cassinim, odhalila až sonda, která po nich byla na počest pojmenována.
Společná mise Evropské kosmické agentury (ESA) a NASA Cassini-Huygens byla velmi úspěšná. Sonda odstartovala v říjnu roku 1997, dorazila k Saturnu 1. července 2004 a začala radarem mapovat planetární systém. Dne 26. října 2004 prolétla pouhých 1 200 kilometrů nad povrchem a pořídila snímky Titanu s rozlišením vyšším než kdy předtím. Zachytila tmavé a světlé oblasti terénu, jež by lidskému oku zůstaly skryty. 22. července 2006 podnikla první cílený velmi blízký průlet ve výšce 950 km nad povrchem; nejbližší průlet vůbec podnikla 21. června 2010, kdy prolétla ve výšce 880 km. Od té doby provedla sonda větší množství průletů, dne 22. dubna 2017 podnikla Cassini svoje poslední, 127. přiblížení se k Titanu. Během něho získávala radarovým měřením data o hloubce menších jezer a zároveň sledovala změny na ostatních jezerech a naposledy prohlédla tzv. kouzelný ostrov na jezeře Ligeia Mare, který sledovala od roku 2007. Poté sonda využila gravitace Titanu a nasměrovala se na dráhu směřující do blízkosti Saturnu, do oblasti mezi horními vrstvami jeho atmosféry a prstenci, kterou ještě žádná sonda nezkoumala. Saturn takto oběhla 22krát, až dne 15. září 2017 ukončila svoji misi vstupem do jeho atmosféry.

#### Přistání modulu Huygens
V pátek 14. ledna 2005 na povrchu Titanu hladce přistála sonda Huygens. Mateřská sonda Cassini ji nesla k Saturnu 7 let. Měsíc Titan se tak stal nejvzdálenějším objektem, na němž přistála lidmi vytvořená sonda, operace probíhala téměř 10 astronomických jednotek od Země. Byl to rovněž první pokus o přistávací manévr ve vnější sluneční soustavě. V místě přistání sonda neobjevila žádný důkaz o výskytu kapaliny, nicméně předpokládá se, že temná planina, kam přistála, bývá čas od času zatopena.
Přistávací modul Huygens dosedl pod nejvýchodnější cíp světlé oblasti, která byla pojmenována Adiri, přesně na 192,4° západní délky a 10,2° jižní šířky. Během přistání sonda vyfotografovala bílé kopce, po jejichž úbočí se dolů na temnou planinu svažovaly tmavé čárové útvary (jako „řeky“).
Přestože se jednalo primárně o atmosférickou sondu, pracovala ještě déle než hodinu po přistání na povrchu měsíce a předávala přes svou mateřskou sondu Zemi informace a data. Zjistila, že zmíněné kopce jsou převážně z vodního ledu. Hned po přistání vyfotila snímek tmavé planiny Šangri-La, pokryté malými kameny a oblázky ledu. Bohužel kvůli softwarové chybě se ztratila data vysílaná jedním ze dvou vysílačů, šlo především o část fotografií a údaje o rychlosti větru při průletu atmosférou.
V březnu roku 2007 se vědci NASA, ESA a COSPAR dohodli a pojmenovali místo přistání sondy po zemřelém prezidentovi ESA Hubertu Curienovi.

### Koncepty dalšího průzkumu
Po roce 2005 byly navrženy vědci z NASA, ESA i JPL koncepty misí, jejichž cílem mělo být dopravení další robotické sondy k Titanu. Žádný z těchto návrhů však nezískal schválení finančně podporované mise.
Titan Saturn System Mission (TSSM) byl návrh společné mise NASA a ESA na průzkum planety Saturn a jejích měsíců Titan a Enceladus. Vizí projektu byla i sonda, která by na horkovzdušném balónu šest měsíců studovala atmosféru Titanu. V únoru roku 2009 však byla schválena konkurenční mise Europa Jupiter System Mission, jejímž cílem je výzkum měsíčního systému planety Jupiter, a TSSM byla odložena na neurčito.

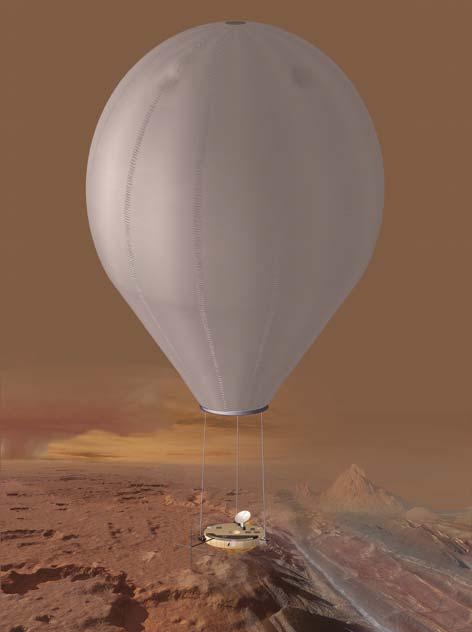
Umělecká představa balonu použitého při misi TSSM

Další navrhovanou misí bylo vyslání přistávacího modulu Titan Mare Explorer (TiME), který by přistál na hladině některého jezera a půl roku by studoval jeho složení.
V roce 2012 Jason Barnes z University of Idaho požádal o grant ve výši 715 milionu amerických dolarů na projekt dronu, který by pořídil snímky povrchu ve vysokém rozlišení. NASA ovšem podporu této misi neschválila a osud projektu zůstal nejasný. V tom samém roce vznikl nový společný projekt španělské firmy SENER a Centra astrobiologie (Centro de Astrobiología) v Madridu na vyslání přistávacího modulu Titan Lake In-situ Sampling Propelled Explorer. Ten by měl rovněž dosednout na jezero na Titanu, oproti návrhu TiME by byl vybaven vlastním pohonným systémem a nebyl by odkázán na nekontrolované plachtění po hladině.
Vesmírný program Journey to Enceladus and Titan (JET) byl projekt na vyslání astrobiologické sondy, která by měla zkoumat možné podmínky pro život a osídlení obou měsíců. Byl navržen roku 2011 coby 13. mise v rámci nízkorozpočtového programu Discovery, v červnu 2015 se ale nedostal ani do užšího výběru pěti misí.
V roce 2015 byl schválen grant NASA/Phase II pro návrh projektu ponorky, jež by měla prozkoumat jezera na měsíci Titan. Uvažuje se, že by součástí mise mohlo být dopravení ponorky a plovoucího zařízení, jako byl navrhovaný TiME.

## Podmínky pro život
Předpokládá se, že prostředí na Titanu by mohlo obsahovat větší množství biogenních komplexních organických sloučenin a podzemní oceán vody by mohl sloužit jako vhodný ekosystém.
Sonda Cassini-Huygens nebyla vybavena technickými prostředky pro detekci látek dokazujících přítomnost života nebo složitějších organických struktur, přesto výsledky jejích pozorování ukázala, že podmínky na Titanu jsou obdobné těm, jaké panovaly na pravěké Zemi. Vědci se domnívají, že atmosféra Titanu se podobá prvotní atmosféře Země s jediným rozdílem, kterým je chybějící vodní pára na Titanu.

### Tvorba složitějších molekul
Millerův–Ureyův experiment a pokusy, které z tohoto vycházely, ukázaly, že v atmosféře podobné, jakou disponuje Titan, mohou být vlivem UV záření vyvolány reakce, jejichž produktem je syntéza složitějších či polymerních struktur, například tholinů. Spouštěčem reakce je disociace molekul dusíku a methanu na radikály, z nichž vznikají kyanovodík a acetylen. Následné reakce byly podrobeny rozsáhlým studiím.
Bylo oznámeno, že pokud je směs plynů, jež se nachází v atmosféře Titanu, vystavena dávkám energie, produktem reakcí je velké množství sloučenin, včetně všech pěti nukleových bází (stavební kameny RNA a DNA) a některých aminokyselin (základní stavební prvky bílkovin). V těchto pokusech byly poprvé připraveny tyto sloučeniny za nepřítomnosti kapalné vody.
Dne 3. dubna 2013 oznámili vědci NASA, že dle simulací atmosféry Titanu by se v ní mohly nacházet složitější organické sloučeniny.

### Podpovrchové biotopy
Podle laboratorních simulací se na Titanu nachází dostatečné množství organického materiálu, aby byla započata chemická evoluce, o níž se myslí, že stála za vznikem života na Zemi. Předpokladem této analogie je přítomnost kapalné vody ve větším množství, než bylo na Titanu pozorováno. Voda by se mohla na Titanu vyskytovat pod vrstvami ledu, kde zamrzla po dopadu impaktního tělesa. Vyskytla se rovněž teorie o existenci oceánu kapalného amoniaku hluboko pod povrchem. Jiná teorie, jež předpovídá v hloubce až 200 km oceán se směsí amoniaku a vody, říká, že by v těchto oceánech mohl existovat život, přestože na Zemi by takové podmínky byly považovány za extrémní. Přestup tepla mezi vnitřkem měsíce a vnějšími vrstvami by mohl představovat zásadní podmínku pro přežití. Detekce mikrobiálního života by byla závislá na jejich biogenním působení. Bylo zkoumáno, zda by methan a dusík v atmosféře nemohly být biologického původu.

### Alternativní život na povrchu
Byly zveřejněny studie, které informovaly o možnostech existence života v methanových jezerech na Titanu, založeného na alternativních biochemických procesech, analogických životu ve vodě na Zemi. Takové organismy by místo kyslíku dýchaly vodík (H2), který by místo do glukózy metabolizovaly na acetylen, a vydechovaly methan namísto CO2.

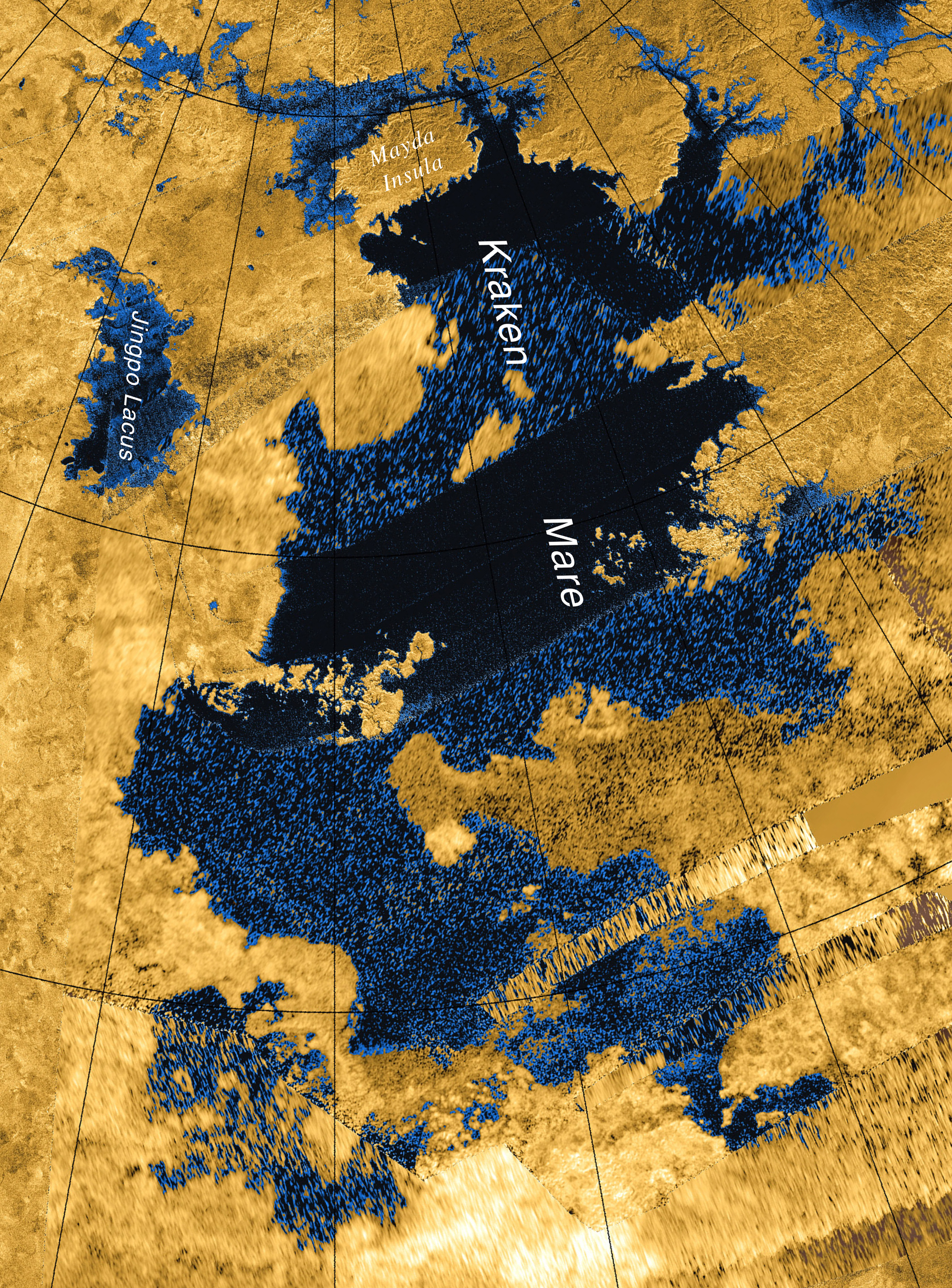
V uhlovodíkových jezerech na povrchu Titanu by se mohly vyskytovat mikroorganismy na bázi methanu. Na fotografii jezero Kraken Mare

Všechny živé formy na Zemi používají jako rozpouštědlo vodu; organismy na Titanu by mohly využít kapalné uhlovodíky, např. methan nebo ethan. Voda je silnější rozpouštědlo než methan a je více chemicky reaktivní, je schopna hydrolýzou rozbít velké organické molekuly. Forma života založená na uhlovodíkovém rozpouštědle by těmto problémům rozpadu biomolekul nemusela čelit.
V roce 2005 astrobiolog Chris McKay přednesl argument, podle něhož pokud je na povrchu Titanu přítomna nějaká forma života, mělo by to mít měřitelný efekt na složení troposféry měsíce; koncentrace molekulárního vodíku a acetylenu by měla být nižší, než by se jinak předpokládalo.

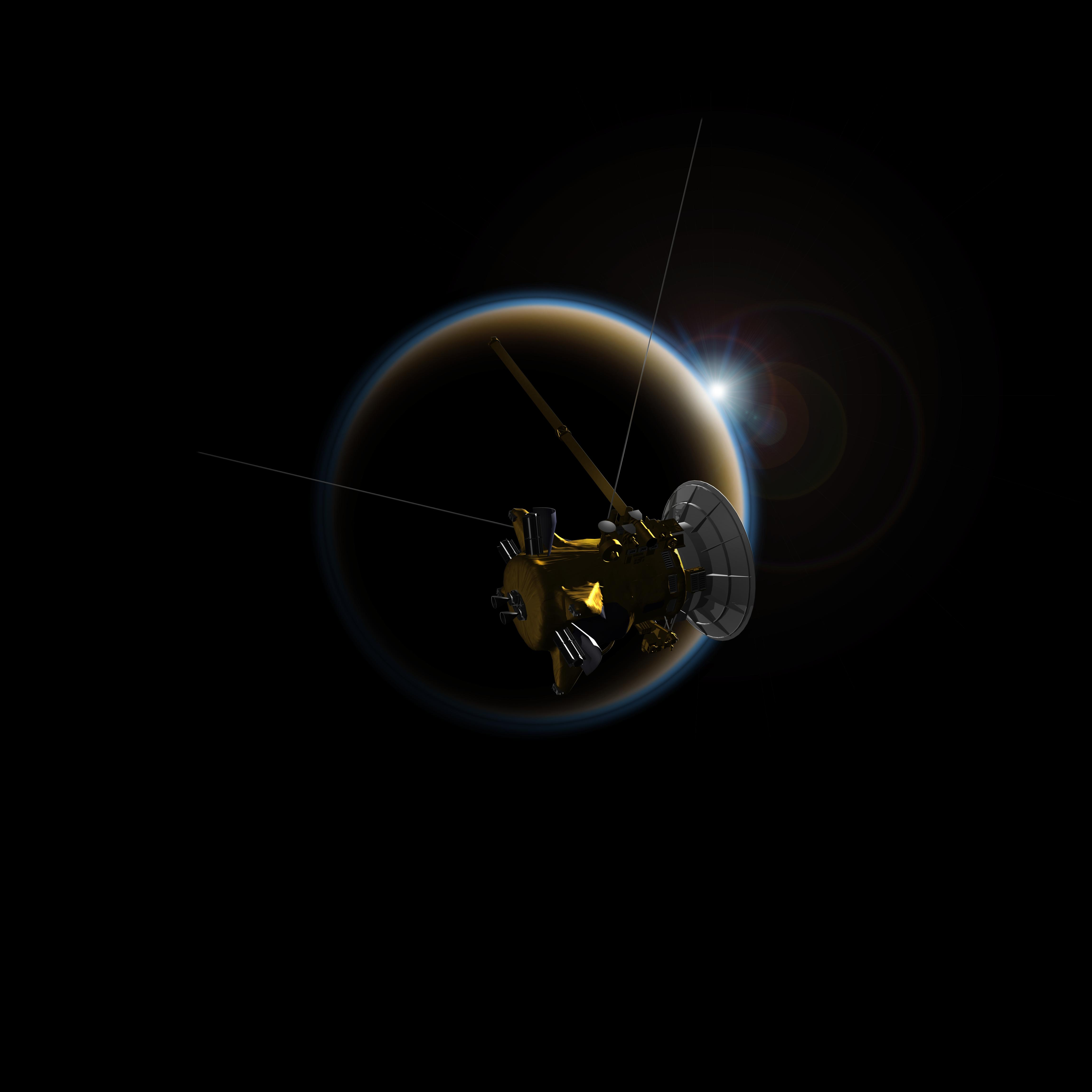
Vzdálené Slunce při pohledu z poza Titanu (umělecká představa). V popředí sonda Cassini, za ní Titan, nad jehož pravým obzorem vychází Slunce.

Roku 2010 objevil Darrell Strobel, vědec z Univerzity Johnse Hopkinse, nadbytek molekulárního vodíku ve vyšších vrstvách atmosféry oproti vrstvám nižším, což je podle něho argument pro existenci klesavého difuzního proudu o rychlosti zhruba 1028 molekul vodíku za sekundu, které však u povrchu mizí. Podle Strobela tyto nálezy souhlasí s McKayovými představami odezvy přítomných methanogenních životních forem. Jiná studie vydaná téhož roku ukázala nízké koncentrace acetylenu u povrchu, což by dle McKayovy interpretace mohlo být konzistentní s představou organismů, které se uhlovodíky na povrchu živí. I přes opakované vyjádření biologické hypotézy McKay upozornil, že jsou možná i jiná a pravděpodobnější vysvětlení těchto nálezů: dosud neznámé fyzikální nebo chemické procesy, které tyto sloučeniny spotřebovávají (např. nebiologické katalytické reakce na povrchu), jakožto i možné chyby při simulacích toku vodíku a acetylenu. Objev funkčního nebiologického katalytického procesu při 95 K (-180 °C) by podle něho byl i tak významný, ačkoliv by jistě nevyvolal takovou senzaci jako proces biologický.
Dle vyjádření NASA v článku z června 2010 nebyly k tomu datu nikde objeveny formy života založené na methanu a jejich výskyt je pouze hypotetický, přesto podle některých vědců tyto chemické stopy podporují argumenty pro výskyt primitivních organismů či předchůdců živých forem na Titanu.
V únoru 2015 byla vymodelována hypotetická buněčná membrána (tzv. azotozom ), jež by mohla být funkční v methanovém prostředí. Sestávala by z malých molekul obsahujících vodík, uhlík a dusík, a měla by obdobnou stabilitu jako buněčná membrána tvořená fosfolipidy.
V roce 2017 bylo na základě rozboru získaných ze soustavy radioteleskopů ALMA prokázáno značné množství akrylonitrilu v atmosféře Titanu. Na základě tohoto poznatku pak bylo odhadnuto celkové množství těchto akrylonitrilových „kapiček“ v metanovém jezeře Ligeia Mare přibližně na 10 milionů na cm3.
Není však zřejmé, zda by se tato sloučenina mohla samouspořádat do azotozomu.
Název této teoretické membrány vznikl složením slova azote (francouzsky dusík) a termínu lipozom.

### Překážky
Přestože byly vysloveny hypotézy o biologických pochodech na Titanu, vyskytují se zde značné překážky pro existenci života a analogie se Zemí je nepřesná. Titan je zmrzlým světem v nesmírné vzdálenosti od Slunce a jeho atmosféra obsahuje příliš malé množství oxidu uhličitého. Voda se na povrchu vyskytuje jen v pevném skupenství. Vzhledem k těmto skutečnostem považují někteří vědci, například Jonathan Lunine, měsíc Titan za neobyvatelný, avšak vhodný a zajímavý objekt pro experimentální výzkum podmínek, jež panovaly na Zemi na počátku života a před jeho vznikem.

### Teorie panspermií
Existuje hypotéza, že dopad většího tělesa na Zemi mohl způsobit vyvržení kamenného materiálu s obsahem mikrospór a ten mohl dopadnout na další tělesa ve sluneční soustavě včetně Titanu. Život by se tak mohl rozšířit panspermaticky. Lunine však oponoval, že organismy žijící v uhlovodíkových jezerech Titanu by musely být natolik odlišné od pozemských, že to vylučuje možnost, že by se jeden vyvinul z druhého.

### Budoucí podmínky
V budoucnu by se podmínky pro život na Titanu mohly vylepšit. Přibližně za pět miliard let, až se ze Slunce stane červený obr, by teplota na povrchu mohla stoupnout natolik, že by umožnila výskyt kapalné vody. Pod vlivem snížení množství ultrafialového záření ze Slunce by mohl opadnout uhlovodíkový opar a skleníkový efekt způsobený methanem by mohl hrát mnohem větší roli. V těchto podmínkách by se mohl uchytit život, který by mohl přežít i stovky milionů let, což byla dostatečná doba pro usazení života na Zemi. Přítomnost amoniaku by však proces vzniku života na Titanu mohla zpomalit.